# Movimiento ambientalista

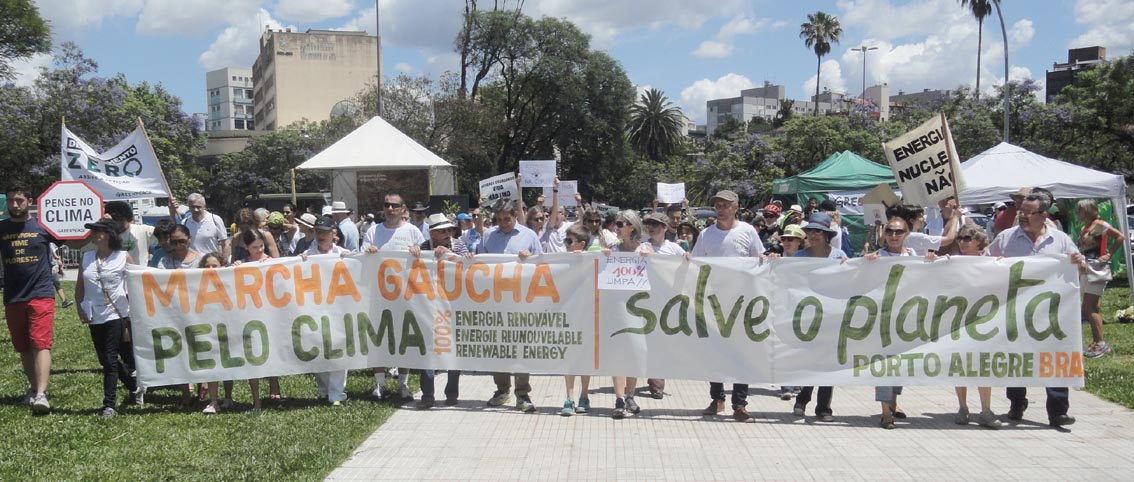
Marcha Gaúcha Pelo Clima, realizada en Porto Alegre (Brasil), el 29 de noviembre de 2015, como parte de una movilización internacional contra el calentamiento global.

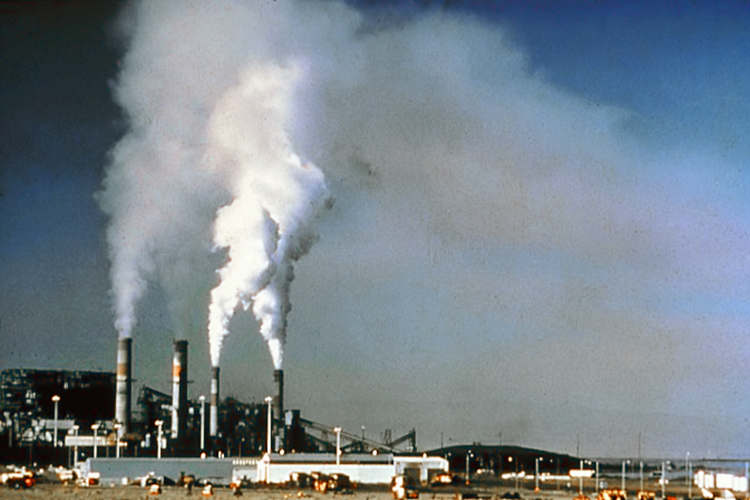
La contaminación atmosférica, uno de los grandes problemas ecológicos actuales.

El movimiento ambientalista, también conocido como ambientalismo, movimiento ecologista o movimiento verde, es un conjunto diverso de corrientes de pensamiento y movimientos sociales enfocados en la protección del medio ambiente. Su objetivo principal es fomentar un modelo de vida sostenible mediante la adopción de medidas de conservación, la gestión responsable de los recursos naturales y la promoción de cambios en las políticas públicas y los comportamientos individuales. El movimiento busca mitigar prácticas perjudiciales para el entorno y promover una relación equilibrada entre la sociedad y la naturaleza.
Aunque en diversas culturas y épocas históricas han existido tradiciones que valoraban la naturaleza, como ciertas prácticas religiosas y cosmovisiones indígenas que la consideraban sagrada, estas preocupaciones no generaron una conciencia ambiental generalizada capaz de prevenir la degradación de los ecosistemas. Fue a partir del siglo XVIII, con la Ilustración y la Revolución Industrial, que comenzaron a surgir análisis más sistemáticos sobre los efectos negativos de la actividad humana en la naturaleza. Durante este período, se crearon las primeras áreas protegidas, se promulgó legislación ambiental específica y se impulsaron cambios iniciales en la gestión de los recursos naturales.
El movimiento ambientalista tomó forma como una corriente influyente tras las dos guerras mundiales, cuando se evidenció que el modelo de desarrollo basado en el crecimiento continuo y la explotación intensiva de recursos naturales estaba causando una degradación ambiental sin precedentes. Esta toma de conciencia marcó el inicio de un enfoque más estructurado en la defensa del medio ambiente, involucrando a diversos campos del conocimiento y generando un creciente interés en los medios de comunicación, las instituciones académicas y las organizaciones internacionales.
No obstante, el movimiento ha enfrentado oposición significativa. Sus críticas al modelo de desarrollo imperante han generado resistencias políticas, económicas y sociales, y algunas de sus teorías, aunque respaldadas por la ciencia, no siempre han sido aceptadas o comprendidas por la sociedad. Además, enfrenta desafíos como la ignorancia, la falta de voluntad política y los intereses económicos contrarios a sus objetivos. A pesar de ello, organismos internacionales y científicos de renombre coinciden en que los impactos negativos de las actividades humanas sobre el medio ambiente son alarmantes y requieren acciones urgentes para mitigar o revertir sus consecuencias, especialmente frente a la creciente presión demográfica y la intensificación del cambio climático.

## Historia

### Primeros ensayos
Desde la Antigüedad se registran manifestaciones de interés por la naturaleza, así como diversos ataques a la misma, pero rara vez se tomaron medidas eficaces para protegerla. Son dignos de mención algunos casos, como el de los babilonios, que tenían leyes para proteger las riberas de ríos y canales  y regulaban la tala de bosques; los indios, que han establecido bosques sagrados desde la época védica;  los etruscos, que practicaban aparentemente una silvicultura planificada, y los egipcios, que castigaban a quien talaba árboles sin autorización del Estado y desarrollaban programas de reforestación en tierras degradadas, propiedades públicas, en las orillas del Nilo y en los canales.  Según Brennan & Lo, los antiguos griegos parecen haber dado poco valor a la naturaleza en sí misma, excepto cuando su daño resultaba en daño a las personas. Aristóteles decía que “la naturaleza hizo todas las cosas específicamente para el beneficio humano”,  pero su maestro Platón dejó constancia de la deforestación ocurrida en su época, diciendo que “lo que queda hoy (de bosques) comparado con lo que había como el esqueleto de un hombre enfermo: toda la grasa y la carne tierna han desaparecido, dejando sólo la estructura desnuda de la tierra." 

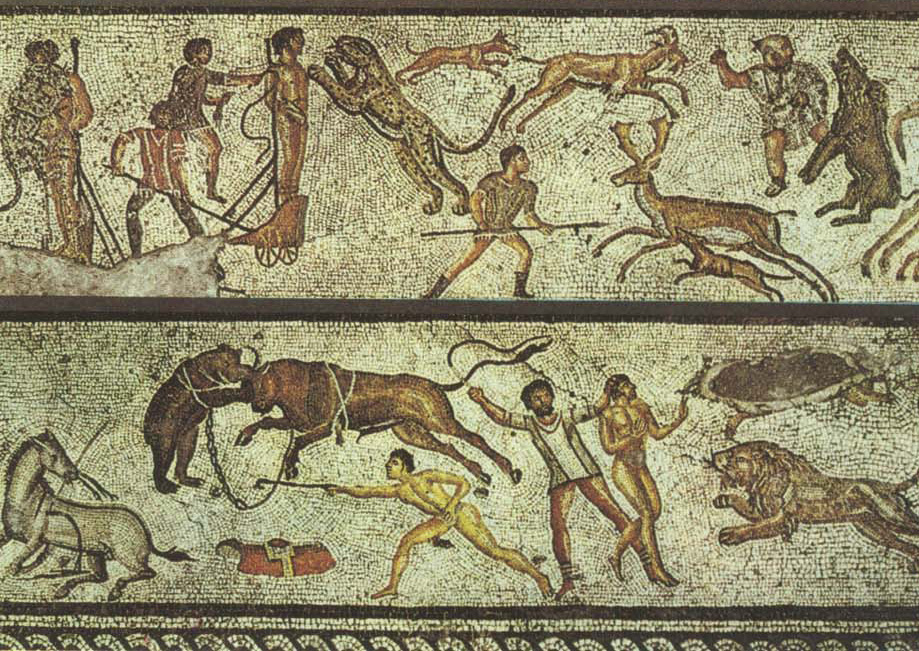
Peleas con animales entre los romanos.

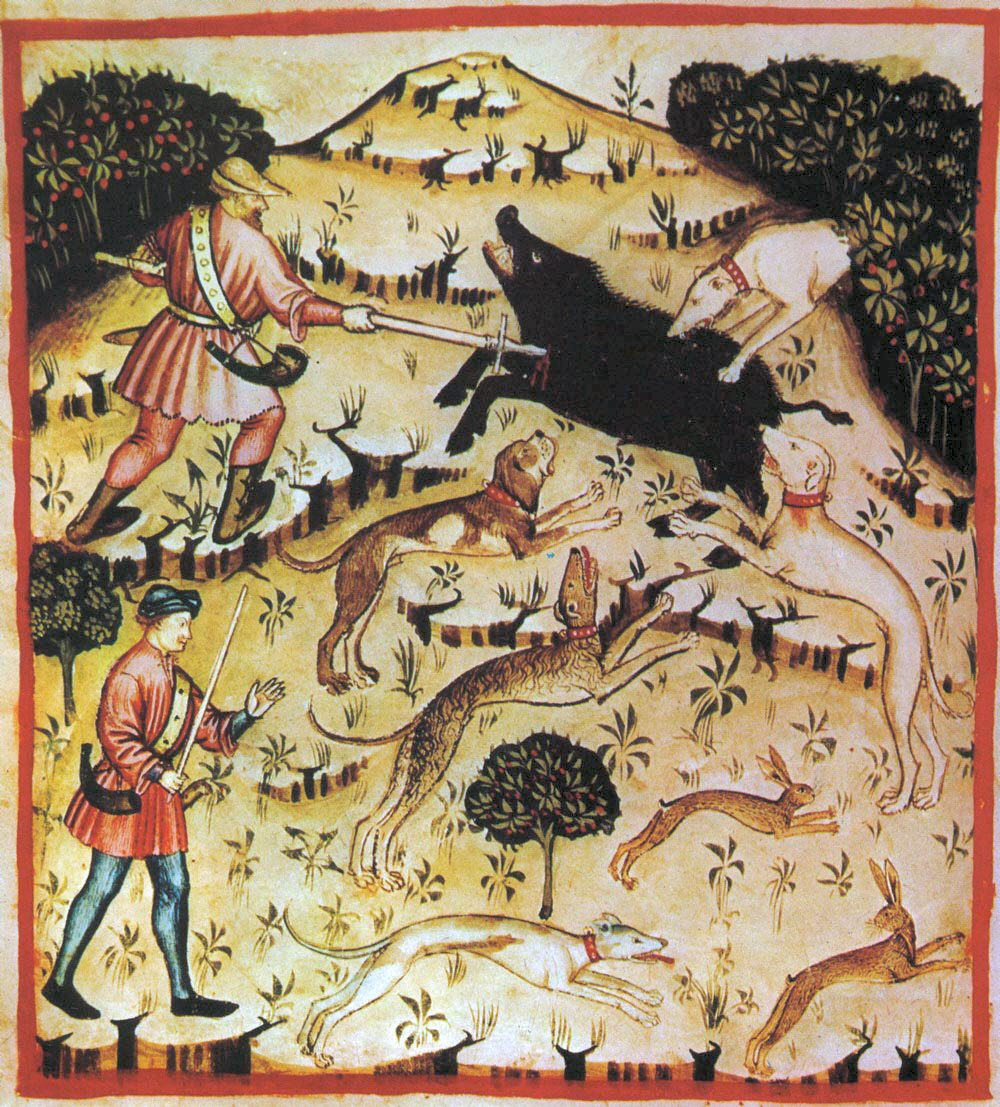
Iluminación medieval del tratado Tacuinum Sanitatis con una escena de caza de jabalí.

Los romanos, sin embargo, ya esbozaron algunas preocupaciones ecológicas más amplias. Se esperaba que los terratenientes heredaran las tierras en las condiciones en que las habían recibido, la contaminación de las fuentes de agua potable era severamente castigada, había restricciones a la tala de bosques y la quema, y otros mecanismos legales impedían que industrias, como las curtidurías y las queserías, perjudicaran a los vecinos. propiedades con sus emisiones de desechos líquidos y humos malolientes.  A pesar de estas normas, en su época los bosques se redujeron inmensamente,  y no les impidieron, en otras ocasiones, utilizar la naturaleza por pura diversión. Dião Cássio, por ejemplo, dijo que en los Juegos inaugurales en el Coliseo fueron asesinados nueve mil animales de diversas especies.  Aun así, sus logros ecológicos los hicieron notables especialmente en la gestión del agua, pero tras la caída del Imperio cayeron en desuso y prácticamente no fueron imitados durante toda la Edad Media .  Pero buenos ejemplos de excepción son el amor de San Francisco de Asís por el mundo natural, alentar a los madereros a talar árboles para que pudieran renacer y querer que se creara una legislación para proteger a las aves,  y la prohibición del carbón por El rey Eduardo I de Inglaterra en 1272, por el humo que despedía al arder.  En Estados Unidos, hay pruebas de que los incas tenían un sofisticado programa de gestión sostenible de la naturaleza y la tala de árboles sin autorización del gobierno se castigaba con la muerte. 
Durante el Renacimiento la situación en Occidente empezó a cambiar. En este periodo, con la recuperación masiva de los ideales de la Antigüedad Clásica, se puso de moda el modelo de poesía pastoril cultivada por los antiguos, donde se empezaba a honrar una vez más a la naturaleza como el escenario perfecto para una vida sencilla, pura y armoniosa, lejos de la sofisticación y de los tumultos de la civilización. Paralelamente se consolidó una tradición de paisajismo y jardinería que buscaba embellecer los entornos naturales y hacer más agradables los ambientes sugerentes y excesivamente humanizados.  Importantes artistas y filósofos como Leonardo da Vinci, Maquiavelo, Erasmo y Shakespeare comenzaron a comprender el mundo de manera integral, y predicaban una integración más equilibrada y respetuosa entre el hombre y la naturaleza, como declaraba Maquiavelo: "Los ríos son historia, los árboles y los edificios son civilización, y las represas y los diques son buenas leyes y buenas armas que pueden ser establecidas por grandes líderes". Otras ideas importantes que surgieron fueron la noción de que los recursos humanos y naturales son limitados, que la naturaleza está en un estado de constante transformación -contrariamente a la concepción medieval de que es una creación fija- y que para una buena gestión de los recursos naturales, estos deben ser estudiado en profundidad y comprendido racionalmente.  De esta época datan las primeras leyes de protección medioambiental de la cultura de habla portuguesa, con la prohibición de la tala de árboles frutales y la caza de perdices, liebres y conejos, recogida en las Ordenanzas manuelinas, a principios del siglo XVI. 

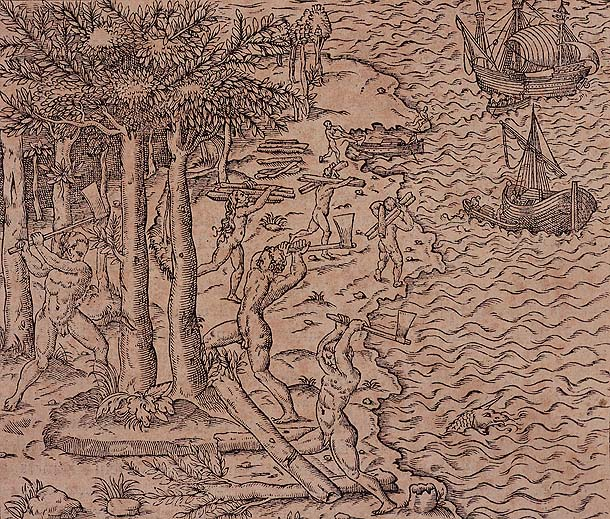
Tala de palo de Brasil en el.

Sin embargo, la civilización se construyó sobre un modelo casi exclusivamente depredador y destructivo, similar a lo que hicieron los colonizadores portugueses con el palo de Brasil . Árbol abundante en la costa brasileña, ha sido ampliamente explotado desde que se descubrió que su madera producía un hermoso tinte rojo. Fue tan valorado y la devastación fue tan frenética que en 1558 sólo se encontró a 20 km de la costa, y en menos de cien años fueron talados alrededor de dos millones de ejemplares, destruyendo 6 mil km² de bosque atlántico . 
Sólo a partir del siglo XVIII, con el advenimiento de la Ilustración, los avances en los estudios de historia natural y los avances tecnológicos, los científicos y pensadores comenzaron a saber más y a preocuparse más por los efectos de la acción humana sobre el medio ambiente. A partir de entonces, las medidas de conservación de la naturaleza se hicieron más comunes, aunque lentamente, como la creación de parques y áreas protegidas y normas para la eliminación de residuos urbanos y emisiones industriales. En un momento en que la urbanización se estaba acelerando en Europa y América, visitar áreas verdes también pasó a ser visto como un antídoto saludable para la vida en las ciudades, donde ya se sentían la contaminación, la superpoblación y otros problemas ambientales. Otra influencia importante vino de los primeros románticos, que veían la naturaleza con asombro y asombro y para quienes tenía un carácter casi sagrado, buscando una íntima comunión con ella.  Esta admiración se convirtió en un fuerte componente en la elaboración de la estética de lo Sublime, fuente de copiosa literatura y producción artística. 

### Fortalecimiento

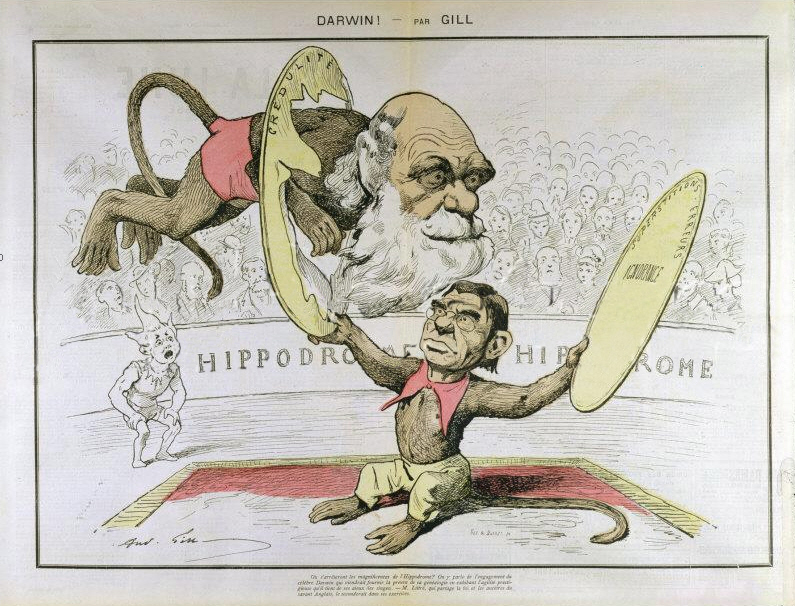
Una de varias caricaturas en las que Darwin fue retratado irónicamente como un simio.

Albert Bierstadt: Entre las montañas de Sierra Nevada. Escuela del río Hudson.

Una nueva visión de la naturaleza surgió a mediados del siglo XIX, a través de la obra de Charles Darwin, cuya revolucionaria teoría de la selección natural obligó, tras intensas controversias y sufrir innumerables burlas, tanto a la comunidad científica como al público en general a iniciar una revisión de su conceptos, desarrollando, en palabras de Bocchi & Cerutti, "una nueva imagen del tiempo, del curso evolutivo, de la historia", y provocando una reorientación en las formas en que el hombre se relaciona con el medio ambiente.Fue Ernst Haeckel, un darwinista, quien acuñó el término ecología, a partir de dos palabras griegas: oikos (casa o lugar) y logos (estudio o conocimiento), que originalmente significaban la relación de un animal con sus ambientes orgánicos e inorgánicos.
Al mismo tiempo, con el florecimiento del trascendentalismo, principalmente a través de la obra de Ralph Waldo Emerson y Henry David Thoreau, la idea de una vida equilibrada y armoniosa, asociando el conocimiento del hombre y la naturaleza, comenzó a ganar muchos seguidores e influencia. muchos jóvenes, especialmente en los Estados Unidos .  También merece la pena recordar a George Perkins Marsh, autor de El hombre y la naturaleza, uno de los primeros estudios exhaustivos sobre el impacto ambiental de la actividad humana. Aunque se alineó con la opinión predominante de que la naturaleza debería ser dominada por el hombre, criticó la forma destructiva en que esto se estaba haciendo. Debido a esta postura conciliadora, sus ideas no encontraron mucha oposición y el libro, ampliamente publicitado, desencadenó acciones de preservación oficiales y populares en muchos países. En Europa, cabe destacar a John Ruskin, autor del controvertido Unto This Last (Ver nota: ), que contiene una crítica social, económica y ecológica a la civilización industrial, y que tendría una influencia determinante en la filosofía de Mahatma Gandhi.  Otro desarrollo cultural digno de mención, una derivación romántica del trascendentalismo y lo sublime, fue una rica renovación del paisajismo en la pintura y la literatura, que ejerció una fuerte influencia social y política en muchos nuevos estados que se estaban fundando o redefiniendo en esta era de nacionalismo apasionado. como la Escuela del Río Hudson, en Estados Unidos, caracterizada por un paisajismo épico y monumental de las tierras vírgenes norteamericanas.

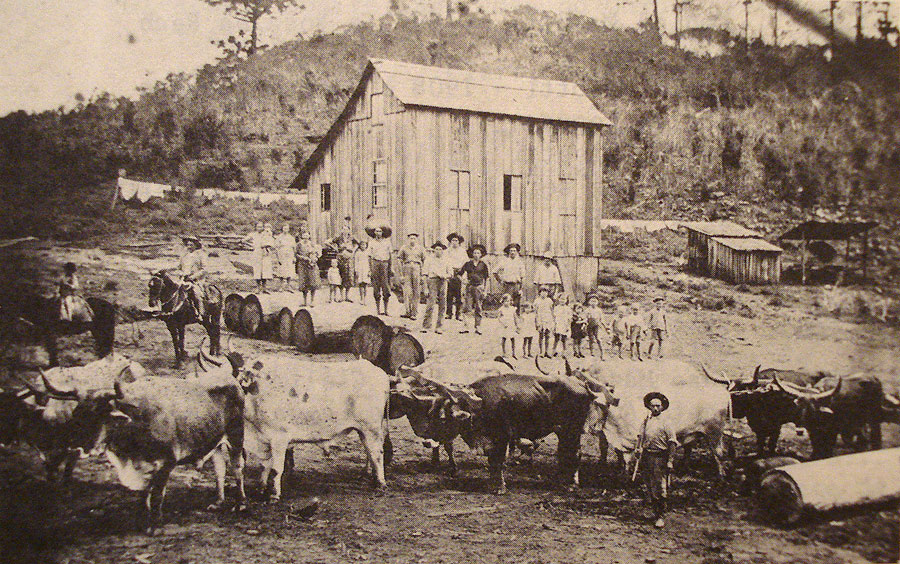
Colonos italianos en el sur de Brasil retirando troncos de Araucaria(1880). Al fondo, el bosque ya ha sido devastado.

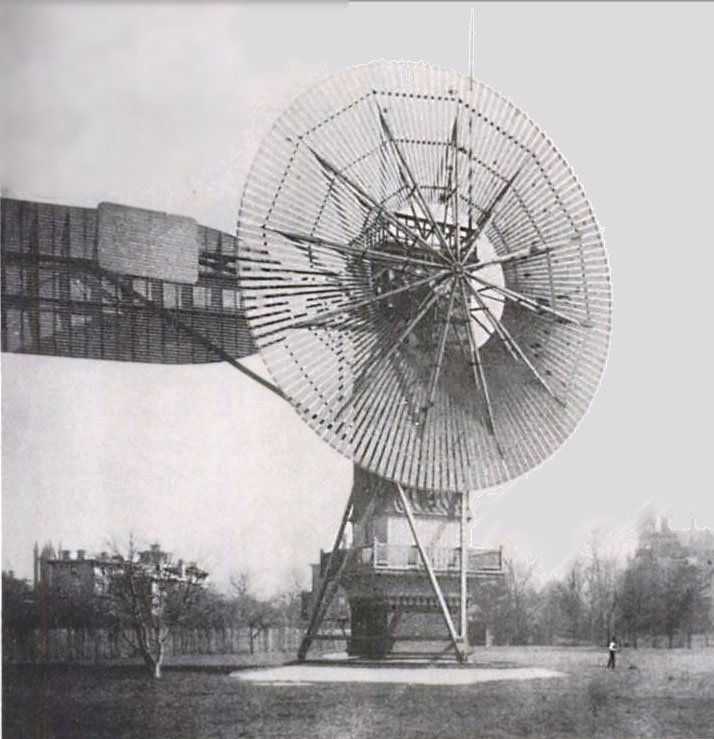
Primera turbina eólica de funcionamiento automático para generación de energía, construida en Cleveland en 1887.

Pero a estas alturas, en Europa, con la agricultura en declive como principal actividad productiva  y viviendo luego el apogeo de la Revolución Industrial, haciendo un uso intensivo de combustibles fósiles como el carbón y vertiendo indiscriminadamente residuos urbanos y efluentes químicos al agua, En el aire o en la tierra, el medio ambiente ya estaba sufriendo contaminación y había sido explotado intensamente y descontroladamente, con el agotamiento de muchos de sus recursos, lo que llevó a algunos de sus países a una práctica agresiva imperialista y colonialista, para apropiarse del riquezas naturales de otras naciones, subyugadas por ellas. Un proceso de desarrollo similar comenzó a ocurrir en América, que experimentaba un acelerado proceso de ocupación de vastas áreas aún vírgenes y receptoras de grandes oleadas de inmigrantes europeos y asiáticos.  
Estos problemas fueron el motivo de la creación de las primeras asociaciones ecologistas del mundo, como la Open Spaces Society, fundada en Inglaterra en 1865,  y el Sierra Club, en Estados Unidos, en 1892.  Sin embargo, desde mediados de siglo, varios países ya estaban redactando leyes de preservación y creando parques y reservas naturales.   A principios del siglo XX, pensadores como Teilhard de Chardin y Vladimir Vernadsky destacaron la creciente influencia de la inteligencia humana en el futuro de la sociedad y el medio ambiente,  y en 1948 finalmente se creó la primera organización medioambiental internacional, la Internacional Unión para la Conservación de la Naturaleza y los Recursos Naturales, que publica la Lista Roja de especies amenazadas. 
El período de las grandes guerras mundiales trajo enormes cambios a todos los niveles. Los imperios colonialistas desaparecieron, los sistemas económicos y culturales se transformaron y el mundo se convirtió, en la famosa expresión de Marshall McLuhan, en una " aldea global ". Pero la explosión demográfica, con sus crecientes demandas de alimentos, espacio habitable, energía, transporte, infraestructuras, diversas comodidades e incluso lujos y enormes desperdicios, y las nuevas tecnologías producidas después de las guerras, especialmente la segunda, se han convertido en un drenaje insaciable. 
En este momento se decidió la primera disputa ambiental internacional. Después de que una fundición canadiense contaminara el aire en una región de los Estados Unidos durante años, a pesar de varias protestas infructuosas por parte de la parte agraviada, un tribunal de arbitraje dictaminó en 1941 que "bajo los principios del derecho internacional, así como la legislación de los Estados Unidos Estados, ningún Estado tiene derecho a usar o permitir el uso de su territorio de manera que cause daños por humo en territorio ajeno o en propiedades de sus ciudadanos, cuando el caso tenga consecuencias graves y el daño esté probado.", sentencia que, según el jurista Leonardo Borges, "vendría a invocarse como base de gran parte de las normas de protección ambiental creadas posteriormente". 

### El surgimiento del ambientalismo contemporáneo

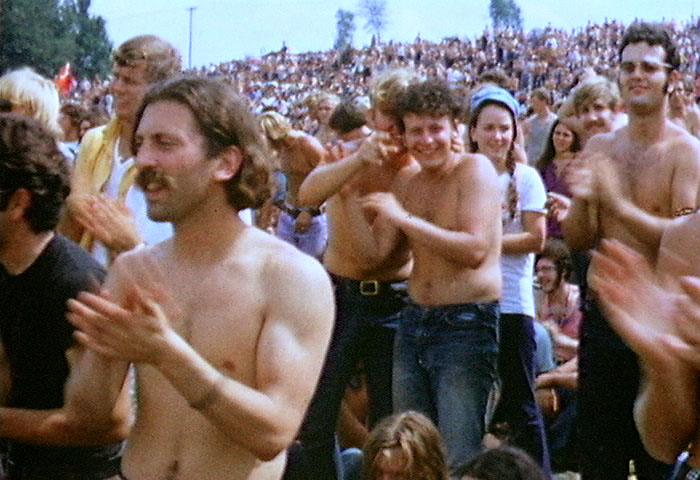
Detalle de la multitud reunida en el Festival de Woodstock, el gran evento hippie de los años 60.

Al final de las guerras, el modelo de civilización basado en el capitalismo había triunfado a escala casi mundial, pero también crecía la percepción de que sus principios eran erróneos y de que el progreso exigía un precio demasiado alto, tanto en términos de medio ambiente como de salud. en aspectos sociales y culturales.  Como resultado, entre los años 50 y 60 surgieron una serie de fuertes movimientos sociales, principalmente en Europa y América, entre ellos el movimiento hippie, el pacifismo, la revolución sexual, el feminismo y el black power, que, reunidos bajo la etiqueta de contracultura, cuestionó el actual modelo de civilización y defendió los valores de la libertad, los derechos humanos, el respeto a las minorías, la paz y el desarrollo equitativo.  Los países detrás del Telón de Acero, aunque impulsados por principios políticos y económicos diferentes, no parecen haber tenido mayor éxito en la gestión del medio ambiente,  e incluso las regiones orientales, con tradiciones muy diferentes a las de Occidente., también se enfrentaron a problemas similares, como fue el caso de la India, que sólo entre mediados del siglo XIX y principios del XX perdió 33 millones de hectáreas de bosque, o China, donde se veneraba a la naturaleza,  pero que desde entonces El comienzo de la dinastía Qin, en 221 a. w. , hasta la fundación de la República Popular en 1949, redujo su superficie boscosa del 60% al 10% del territorio. 

En la ola de protestas contraculturales también surgió el propio ambientalismo.La noción misma de que el mundo es una "aldea global" favoreció una comprensión de la vida en la Tierra como una realidad unificada y del medio ambiente como patrimonio de todos, sobre todo de los territorialismos, de todas las políticas y de todas las culturas particulares. El vigoroso surgimiento del movimiento sorprendió a los sociólogos, que en general defendían el modelo de civilización tradicional, y no contaban con un cuerpo teórico consistente para abordar el tema.  Como analizó Leila Ferreira:
"Se supone que hay dos explicaciones para el hecho de que los sociólogos dejen la cuestión ambiental como marginal en sus esfuerzos teóricos. Una de ellas se refiere a los fracasos del determinismo geográfico y biológico y su visión conservadora para comprender los cambios y conflictos sociales; la otra Se refiere al propio pensamiento actual, que a mediados del siglo XX enfatizaba la literatura sociológica de la modernización. Ciertamente hubo críticos del paradigma desarrollista, como los sociólogos marxistas, pero aun así tendían a ver el tema ambiental como un tema. desviación de ellos.

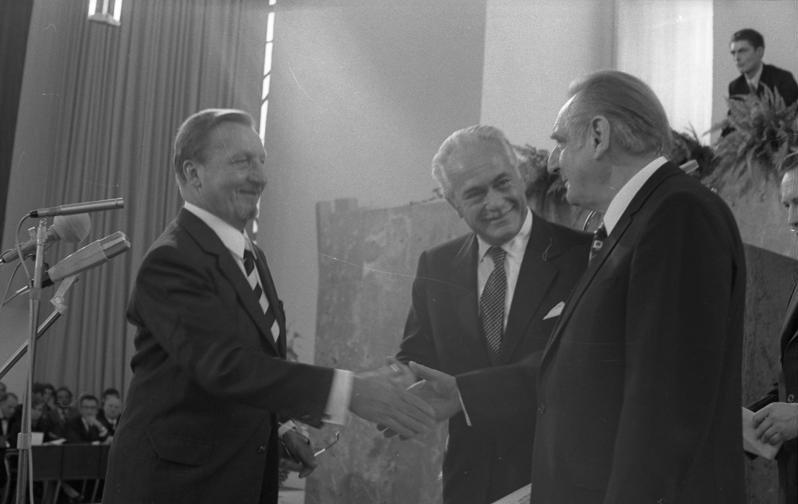
Entrega del Premio Alemán de la Paz del Libre Comercio, en 1973, al Club de Roma, en reconocimiento a su labor medioambiental.

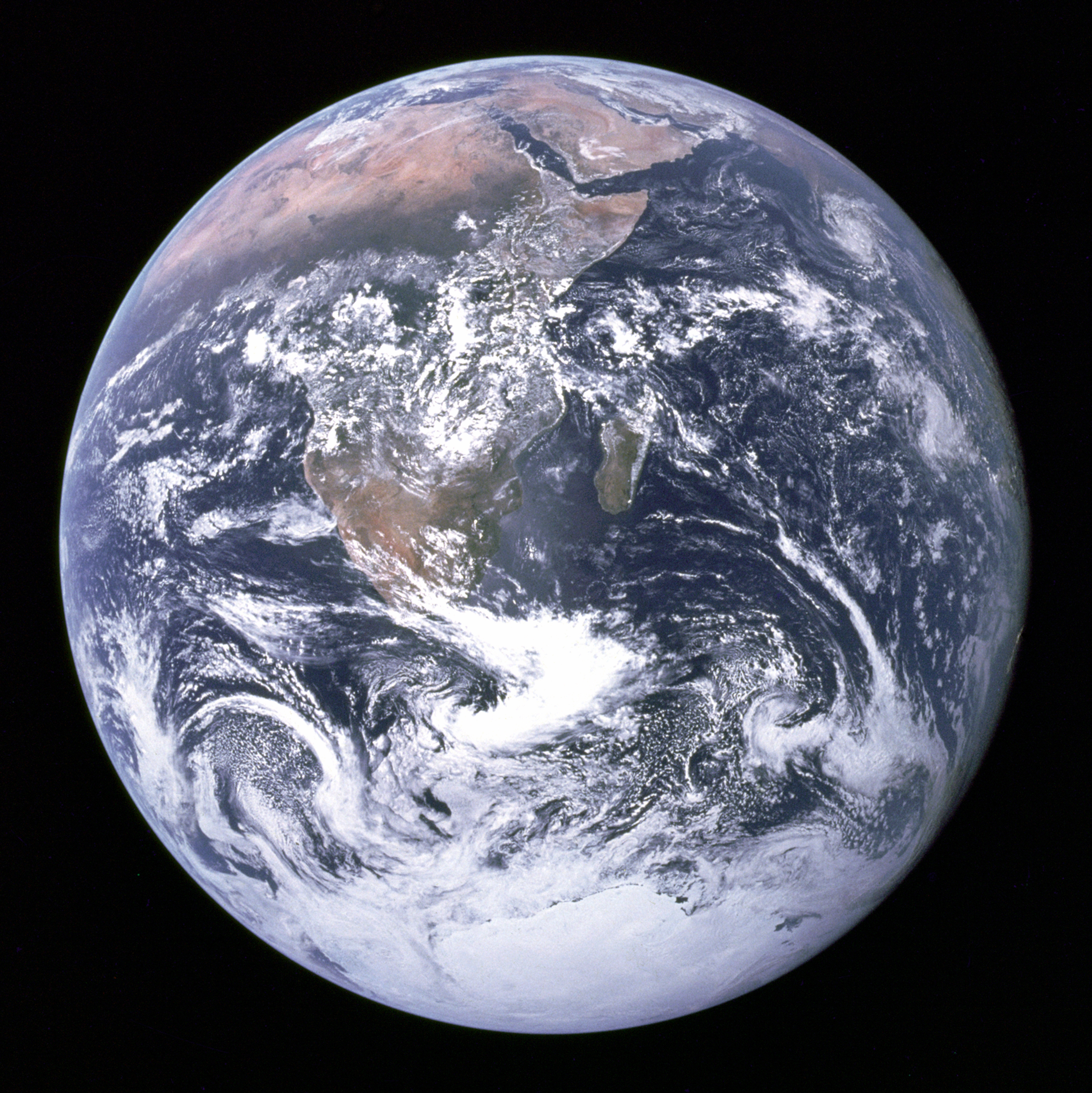
La "canica azul": la Tierra, el único planeta conocido que alberga vida.

Uno de los hitos del movimiento se puso en marcha en 1962, con la publicación del libro Silent Spring (Primavera Silenciosa) de Rachel Carson, que, si bien trataba especialmente de los problemas del uso del DDT en la agricultura, dejó un legado influyente al combatir el materialismo de la ciencia y la ideas de control tecnológico de la naturaleza.   Para Charles Dewberry, aunque su contenido generó mucha controversia, Primavera silenciosa "puede haber sido el libro más importante en la formación del movimiento ecologista en los años 1960".  Pronto, a medida que los problemas se profundizaron, incluidos varios desastres ecológicos graves y los temores de un conflicto nuclear durante la Guerra Fría, y el crecimiento del activismo en muchas partes del mundo, quedó claro que el ecologismo no era simplemente una moda pasajera, sino que sí, afectaba a cuestiones amplias de enorme importancia para el futuro de la sociedad y de la vida en general, y llegó para quedarse.

En 1972, el Instituto Tecnológico de Massachusetts (MIT) publicó el libro Los límites del crecimiento, un estudio encargado por el Club de Roma, en el que se hacía una lúgubre predicción sobre el efecto del desarrollo global desde la perspectiva de la sostenibilidad, indicando que si el ritmo de crecimiento el crecimiento continuaba sin cambios, se produciría un colapso global en algún momento del siglo XXI, pero también decía que sería posible revertir la tendencia con las medidas adecuadas. El libro generó una enorme controversia y recibió amplia publicidad, siendo publicado en 30 idiomas y vendiendo millones de copias, con un impacto grande y duradero en las discusiones ecológicas.  Ese mismo año se hizo pública una imagen de la Tierra vista desde el espacio, tomada por los astronautas de la misión Apolo 17 . La imagen, apodada " La Canica Azul " ("la canica azul" en portugués europeo), se convirtió inmediatamente en uno de los símbolos más conmovedores del movimiento ecologista, y hasta el día de hoy es uno de los más publicitados de todos los tiempos.  Según Gregory Petsko,
"Es fácil entender por qué. Nuestro planeta, en esta imagen, de repente parecía pequeño, vulnerable e increíblemente solitario frente a la vasta oscuridad del cosmos. También parecía 'un todo', una unidad, un todo integrado, una impresión que ningún mapa podría ilustrar. Los conflictos Las diferencias regionales y las pequeñas diferencias podrían ignorarse como triviales en comparación con los peligros ambientales que amenazan a toda la humanidad, viajando juntos a través del vacío en este frágil mármol.
En la década de 1970, el ambientalismo se extendió rápidamente por todo el mundo, surgiendo muchos grupos activistas influyentes, como el Movimiento Chipko en la India, inspirado en los métodos de resistencia pacífica de Gandhi;  el Grupo Unido de Tasmania en Australia, el primer partido político "verde" del mundo;  Greenpeace, fundada en Canadá y hasta el día de hoy una de las organizaciones medioambientales más destacadas del mundo; Associação Gaúcha de Proteção ao Ambiente Natural (Agapan), en Brasil, la primera asociación ecológica de América Latina y modelo para innumerables seguidores;  el grupo Popular del Reino Unido, el primer partido verde de Europa,  y muchos otros. También en esta década, el "principio de responsabilidad" fue establecido por el filósofo Hans Jonas, influyente en la definición de futuras políticas ambientales,  y se organizaron eventos de alto perfil, como el primer Día de la Tierra, lanzado en San Francisco, pero con celebraciones en todo Estados Unidos con la participación de miembros de miles de colegios, universidades, escuelas primarias y comunidades, totalizando una multitud estimada de 20 millones de manifestantes. 
El impacto de la devastación y el movimiento ecologista también llevaron a las Naciones Unidas a involucrarse en la defensa del medio ambiente, comenzando a desarrollar varios proyectos y programando conferencias internacionales. Todavía en los años 1970, por ejemplo, el lanzamiento del programa El Hombre y la Biosfera, resultado de la Conferencia sobre la Biosfera de 1968, que promovía una serie de investigaciones sobre el efecto de la actividad humana sobre la biosfera y la biodiversidad;  la Conferencia de Estocolmo, primer encuentro internacional que propuso una política medioambiental de aplicación global; el Plan Earthwatch ( Earthwatch ); el Programa de las Naciones Unidas para el Medio Ambiente;  la adopción de la Convención para la Protección del Patrimonio Mundial Cultural y Natural, incluidos los entornos naturales de importancia universal para la lista del Patrimonio de la Humanidad,   y la firma de varios otros acuerdos internacionales, como como la Convención de Londres sobre la Contaminación del Aire y la Convención de Washington sobre el Comercio de Especies Amenazadas. 
A finales de la década apareció otro hito importante, el libro Gaia: A New Look at Life on Earth, de James Lovelock, que presenta la Hipótesis Gaia al público en general.  El concepto fue desarrollado en colaboración con Lynn Margulis, y en esencia proponía que la Tierra ( Gaia, para los antiguos griegos) es un sistema complejo, integrado y autorregulador, cuyos organismos vivos evolucionan junto con su sustrato inorgánico, influyéndose y transformándose a sí mismos. mutuamente para perpetuar la existencia de la vida .  Aunque la teoría fue rápidamente apoyada por los ambientalistas, encontró mucha resistencia en el mundo académico, pero muchas de sus suposiciones han sido probadas y ahora son aceptadas por la ciencia. 

### Años recientes

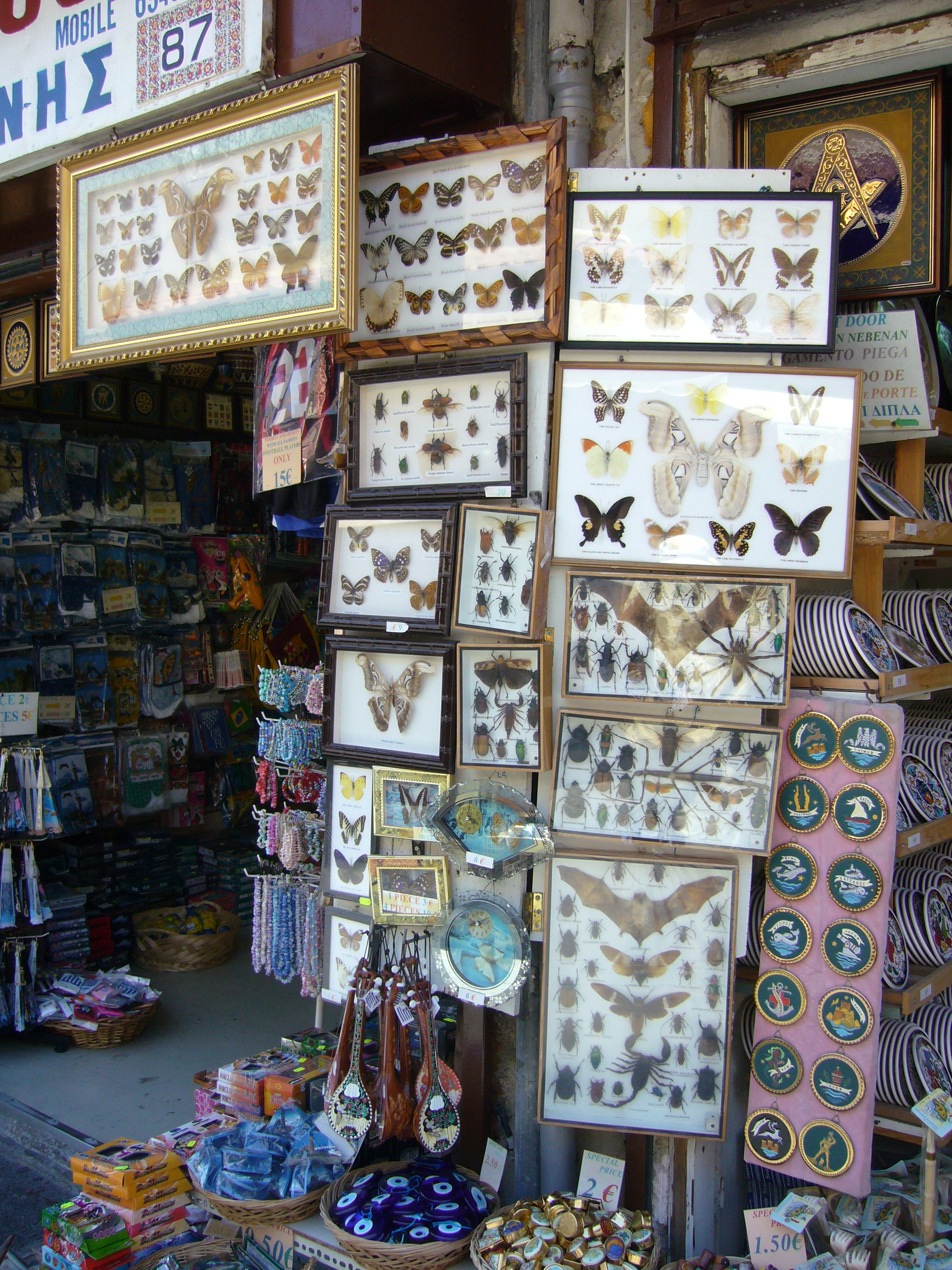
Mariposas y otros animales sacrificados con fines puramente decorativos.

A partir de los años 1980, el ambientalismo se volvió definitivamente multidisciplinario, consagró la importancia de la educación ambiental para un cambio general de hábitos  y se convirtió en un movimiento casi omnipresente, muy diverso y en gran medida sólidamente basado en la ciencia, aunque a menudo todavía agudos desacuerdos internos, inconsistencias, Entre sus defensores se encuentran utopías, mistificaciones, expresiones emocionales y teorías no comprobadas o extravagantemente fantasiosas, lo que termina dañando la credibilidad del movimiento en su conjunto.  A su rechazo también contribuyeron las predicciones consideradas alarmistas sobre un colapso global en poco tiempo si no se producía una verdadera y profunda revolución en las prácticas y los conceptos. 

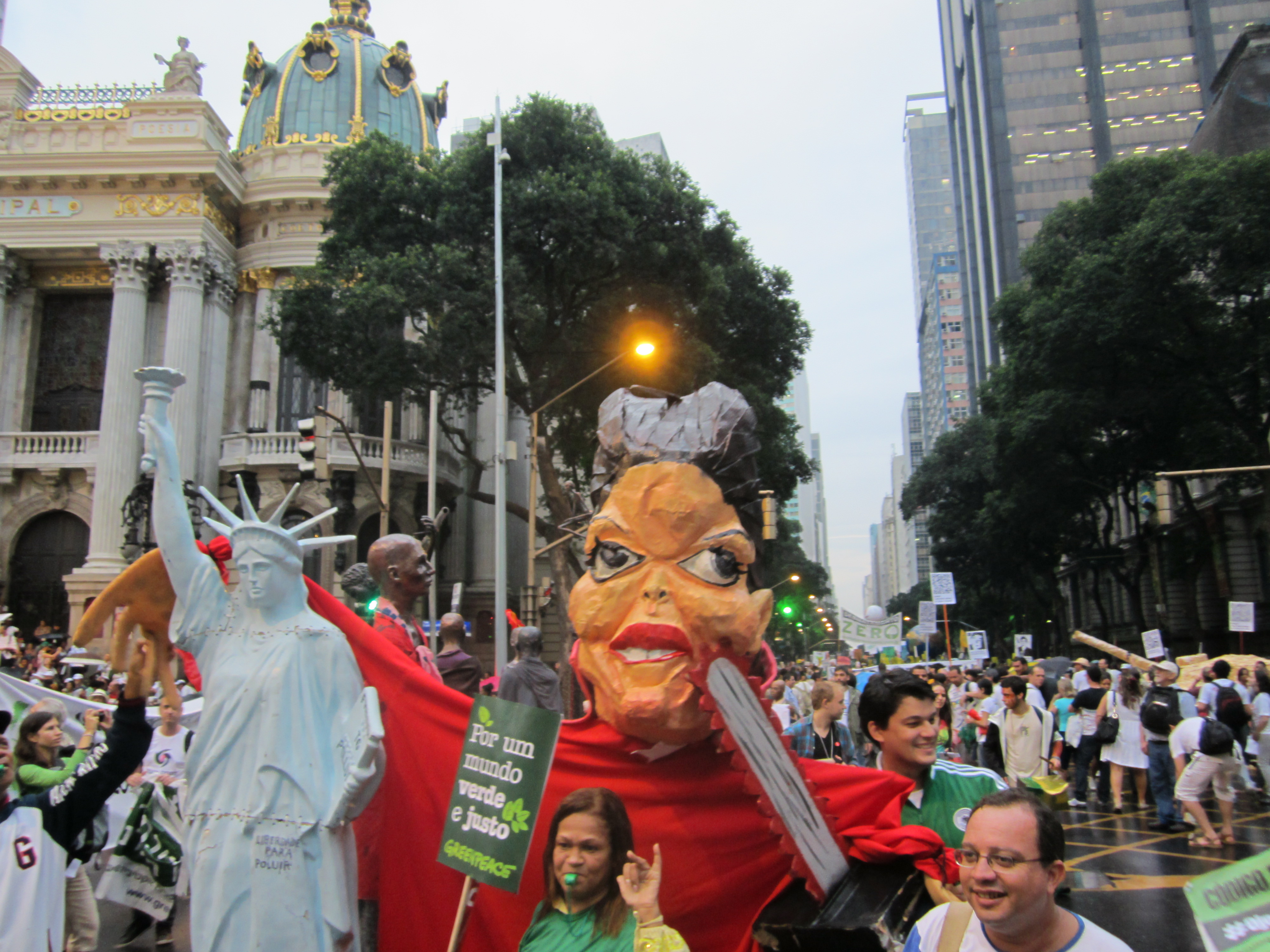
Manifestaciones durante la Conferencia de las Naciones Unidas sobre Desarrollo Sostenible, celebrada en Río de Janeiro en 2012.

Observando que, a pesar del aumento de la conciencia general, se había hecho relativamente poco por el medio ambiente a gran escala, las Naciones Unidas crearon en 1983 la Comisión Mundial sobre el Medio Ambiente y el Desarrollo, cuyo trabajo dio como resultado el Informe Brundtland, que enfatizaba la estrecha asociación entre pobreza y subdesarrollo y daño ambiental, y consolidó el concepto de desarrollo sostenible . El informe también recomendó la convocatoria de una conferencia internacional con el fin de discutir los avances y las necesidades insatisfechas desde la Conferencia de Estocolmo, que llegó a buen término en 1992 en la Conferencia de las Naciones Unidas sobre Medio Ambiente y Desarrollo, también conocida como Rio-92 o ECO-92. La Conferencia produjo una serie de documentos importantes, entre ellos la Carta de la Tierra, la Declaración de Río sobre el Medio Ambiente y el Desarrollo, el Convenio sobre la Biodiversidad, la Convención sobre el Cambio Climático y la Agenda 21, estableciendo compromisos y objetivos a alcanzar por los países signatarios. En años sucesivos se celebrarían varias otras reuniones y acuerdos, pero, en palabras de Leonardo Borges, se alega repetidamente que los avances hasta la fecha son insuficientes.

También en los años 90 surgió una tendencia contemporizadora, que buscaba el consenso en la solución de los problemas, sin extremismos que supuestamente sólo provocan reacciones negativas y resistencias, tendencia promovida, según Layrargues, especialmente por el mundo empresarial: 
"Habiendo adquirido recientemente una enorme expresividad, (el ambientalismo) sufrió el golpe de la dominación ideológica del sistema hegemónico, representado por la ideología de la racionalidad económica. Sus ideas fueron absorbidas, reelaboradas, contaminadas y devueltas a la sociedad, en el sentido literal de el término, como producto de marketing... Al eliminar de la agenda de discusión precisamente la crítica al modelo convencional de desarrollo predatorio y derrochador de la sociedad industrial, y reemplazarlo con la valorización del mito tecnológico, el ambientalismo corporativo no sumó esfuerzos al ecologismo., sino que más bien trastocó su núcleo estructural". 

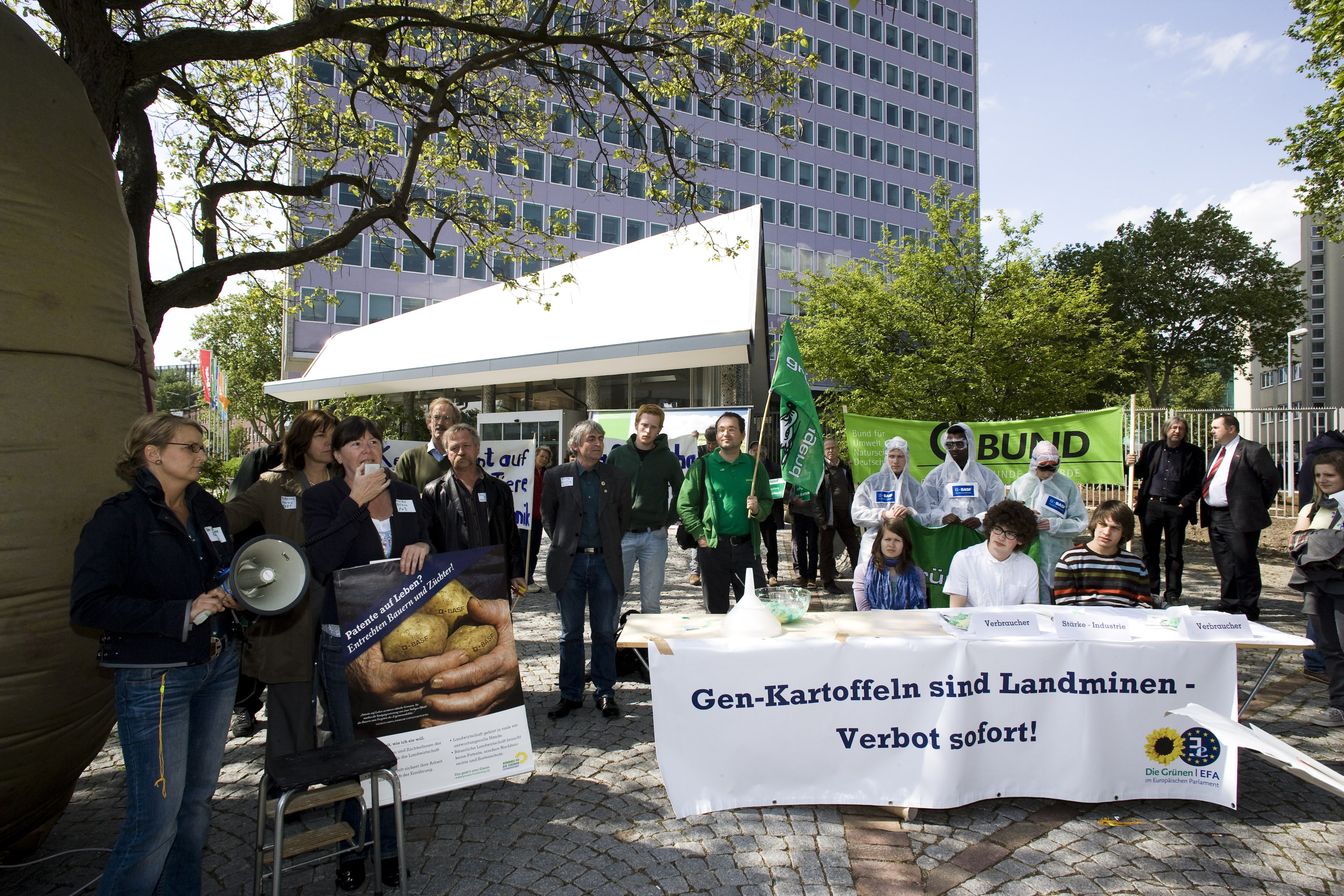
Protesta en Alemania contra el cultivo de patatas transgénicas.

Sin embargo, un enfoque de consenso no es necesariamente perverso, ya que ha sido adoptado por muchos grupos y organismos internacionales respetados, debido a su énfasis en compartir responsabilidades y establecer objetivos realistas, considerando la dimensión supranacional de los problemas, las diferencias entre culturas y las diferentes capacidades de respuesta de los países. diferentes países.   Pero esto no anula la predicción de un colapso efectivo del medio ambiente, con peligro incluso para la supervivencia de la civilización, si el ritmo de destrucción continúa como hasta ahora, sólo tal vez la crisis general se desencadene más tarde de lo que estimaban los más pesimistas, como informan. por una actualización de 2008 del estudio de 1972 Los límites del crecimiento. Según el informe de la ONU de 2012 Armonía con la Naturaleza , un número creciente de científicos propone llamar Antropoceno al período geológico en el que vivimos, tal es el impacto que las actividades humanas están teniendo en el medio ambiente y los procesos naturales. En cualquier caso, el ambientalismo sigue siendo el foco de acaloradas disputas en todo el mundo. 
Pero destaca en la historia del movimiento, aunque sigue siendo extremadamente controvertido y todavía enfrenta mucha resistencia, el hecho de que ha logrado influir en muchos organismos y políticas oficiales y al menos ha logrado inculcar en una gran cantidad de población, entre ellos muchos jóvenes, un mayor conocimiento del tema, despertando su interés, si aún no ha podido cambiar completamente sus hábitos y valores.   En palabras de José Lutzenberger, un conocido ambientalista brasileño, "el verdadero desafío es ampliar el horizonte".  Otro logro notable fue dar espacio y legitimidad a los reclamos ecológicos de filósofos, pueblos indígenas, comunidades tradicionales y antiguas religiones orientales como el budismo y el hinduismo, que entienden la naturaleza -incluido el hombre- como un todo integrado e interdependiente que merece y necesita respeto y cuidado., añadiendo tradiciones inmemoriales y una dimensión ética, filosófica, espiritual e incluso poética a la discusión científica más actual, que se revela cada día más multidisciplinar y más compleja.

## Aspectos centrales

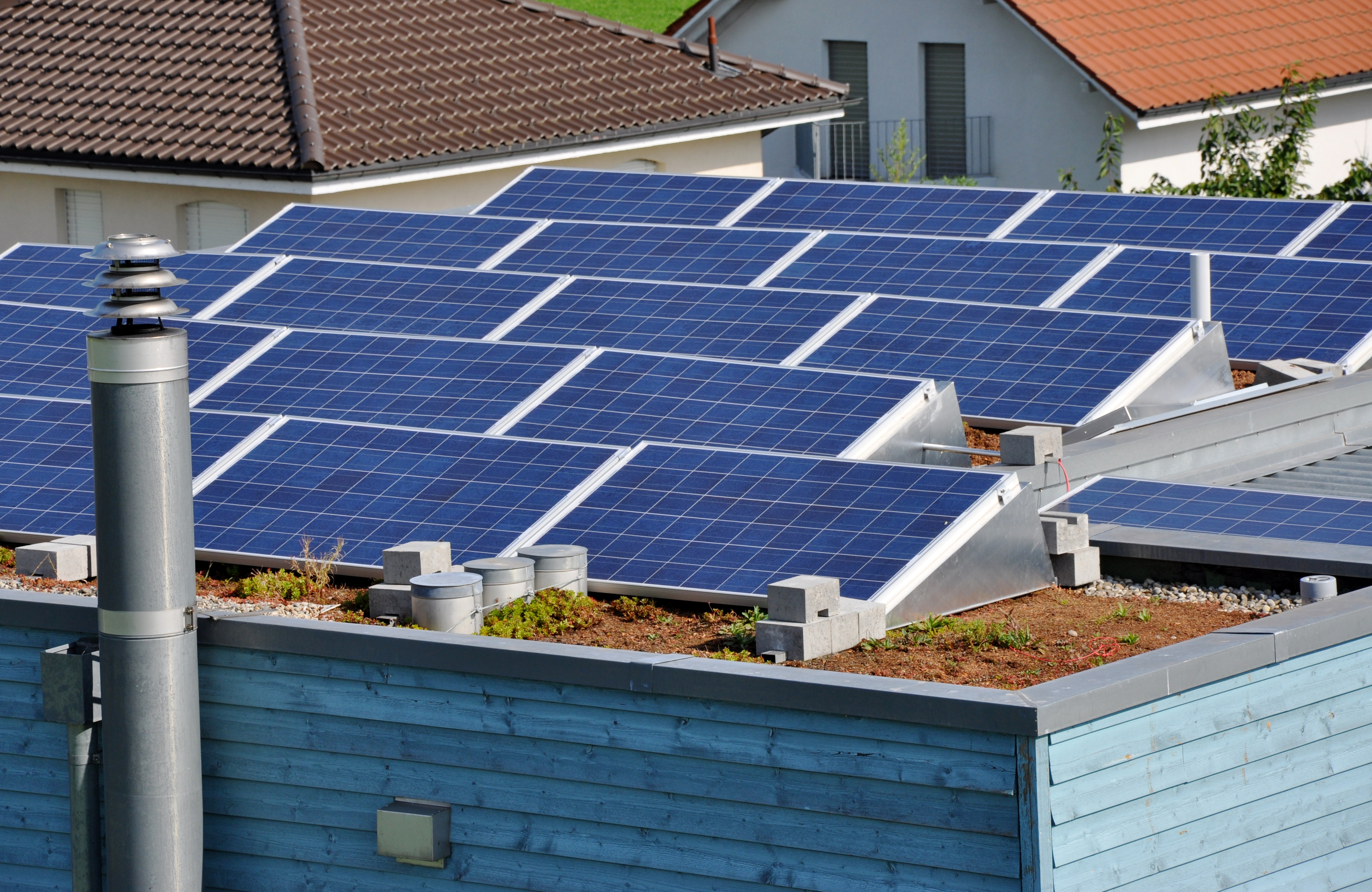
Paneles de captación de energía solar, una energía limpia y renovable.

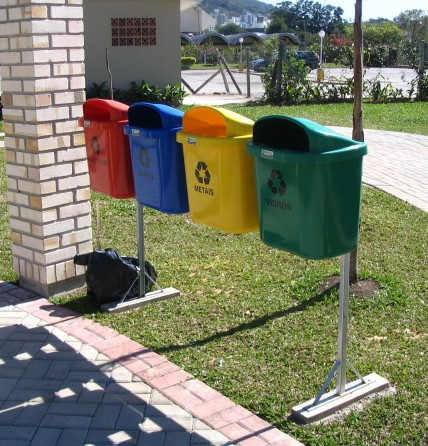
La recogida selectiva de basura, que permite el reciclaje de residuos, una de las propuestas prácticas de los ecologistas.

El ambientalismo en general se basa en las nociones de que la vida en la Tierra está integrada y es interdependiente, que otras especies, además del hombre, tienen derecho a la vida, que la acción humana tiene un efecto importante sobre el medio ambiente, efecto del cual el hombre es responsable., y que los recursos naturales son limitados y deben gestionarse con objetividad y prudencia, teniendo en cuenta también la justicia social y la viabilidad económica.  Se proponen numerosas posibilidades de acción para lograr un equilibrio entre la vida humana y la naturaleza y crear e implementar un modelo de desarrollo sostenible,  un concepto consolidado en 1987 con el trabajo de la Comisión Brundtland realizado bajo el auspicio de la ONU, y se define de la siguiente manera: "El desarrollo sostenible es garantizar que se satisfagan las necesidades del presente, sin comprometer la capacidad de las generaciones futuras para satisfacer sus propias necesidades". 

### Propuestas y nuevos retos
Entre las principales propuestas de los ambientalistas, basadas en análisis de David Pepper y Kates, Parris & Leiserowitz, se pueden destacar las siguientes:
- Producción de bienes, tecnologías y servicios verdaderamente necesarios para la humanidad, sin tener en cuenta si generan beneficios o no, con el mínimo uso indispensable de los recursos naturales, con el menor impacto ambiental posible y con el reciclaje de los residuos de producción y la eliminación de materiales y productos usados. Los niveles de consumo general deben descender a un nivel mínimo imprescindible, evitando cualquier desperdicio de recursos.
- Establecer límites objetivos para el desarrollo, teniendo en cuenta que el planeta no soportará un crecimiento infinito de la población humana, con todas sus demandas asociadas.
- La planificación del crecimiento debe prever plazos a largo plazo; Las improvisaciones y las soluciones a corto plazo no son ecológicamente viables.
- El comercio internacional debe reducirse al mínimo imprescindible, priorizando la producción y el consumo intrarregional que respeten las características locales, adoptando medios de producción alternativos, con menor uso de energía y otros recursos, y aprovechando fuentes de energía renovables y limpias.
- El compromiso con la causa medioambiental debe ser compartido por todos. Ya no es posible delegar soluciones a gobiernos e instituciones sin un cambio generalizado de hábitos y valores en toda la sociedad. Los Estados deben minimizar su influencia en las decisiones, pero deben ser capaces de ayudar en todo momento y con todas las iniciativas y velar por el cumplimiento de las leyes.
- Promover la comprensión de que el hombre no es el centro del universo, y que la naturaleza tiene un valor intrínseco que debe ser reconocido y respetado, independientemente del valor utilitario que la humanidad le atribuya.
- Promover el entendimiento de que la conservación no es en sí misma un enemigo del desarrollo, sino más bien un factor de aumento de la calidad de vida de las poblaciones.
- Promover la comprensión de que la riqueza material por sí sola no es un buen indicador del desarrollo humano o social, ni conduce necesariamente a la felicidad.
- En la medida de lo posible, buscar revertir los daños ambientales ya causados.

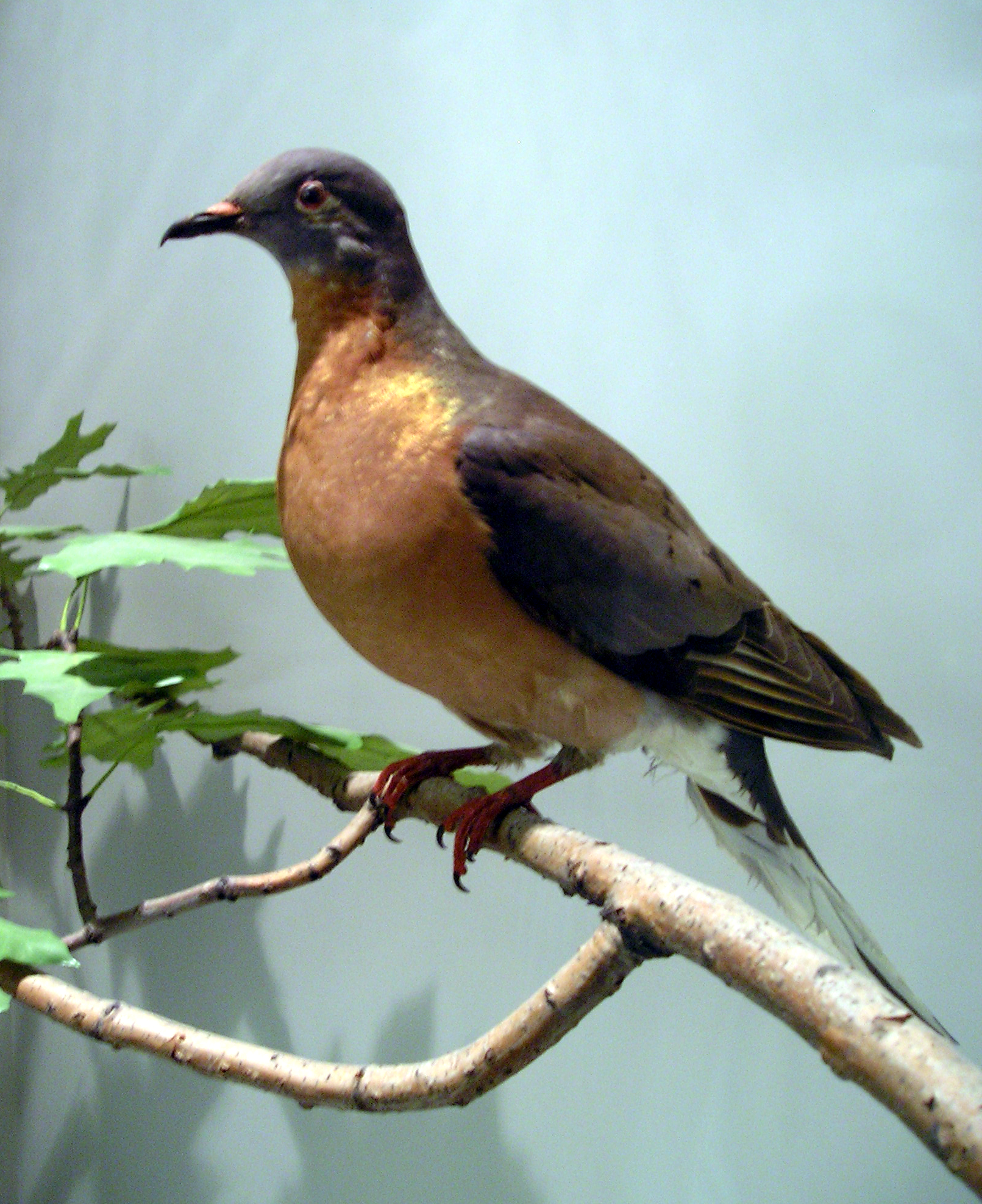
Ejemplar disecado de paloma migratoria, Museo Real de Ontario, Toronto. En su apogeo, fue posiblemente el ave más abundante del planeta, con una población estimada de 3 a 5 mil millones de individuos. Sus rebaños oscurecieron los cielos durante las migraciones. El naturalista John James Audubon informó que la bandada, tan numerosa, tardó más de tres días en pasar sobre Louisville, volando a una velocidad media de 60 km/h. Otra bandada, vista sobre Ontario, tenía una longitud estimada de casi 500 km. Se extinguió debido a la caza descontrolada y la degradación del hábitat. El último grupo en libertad, con alrededor de 250 mil aves, fue exterminado en un solo día de caza en 1896, con pocos supervivientes, y el último ejemplar conocido, llamado Martha, murió en 1914 en un zoológico. Su desaparición, que se creía imposible debido a la enorme población, es un ejemplo dramático de la influencia destructiva del hombre sobre el medio ambiente.

La Declaración de Estocolmo, redactada en la Conferencia de Estocolmo de 1972, organizada por la ONU, estudió el tema y formuló oficialmente varias recomendaciones generales aplicables a nivel global, de las cuales se pueden citar las siguientes:
- El hombre tiene el deber solemne de proteger el medio ambiente para las generaciones futuras.
- El hombre tiene la responsabilidad de salvaguardar y gestionar sabiamente el patrimonio de la vida silvestre y sus hábitats, que se encuentran en grave peligro por una combinación de varios factores, y por ello se deben desarrollar políticas públicas que tengan esto en cuenta a la hora de elaborar la planificación económica.
- Los recursos naturales son un patrimonio colectivo y aquellos que no son renovables deben gestionarse de manera que se preserven para las generaciones futuras.
- Los países desarrollados deben ayudar a los países en desarrollo en sus esfuerzos por crecer, establecer una vida digna para sus poblaciones y preservar el medio ambiente natural. Esto debe hacerse mediante un esfuerzo coordinado globalmente, siguiendo una planificación racional.
- La educación ambiental debe ser una prioridad para todos los países, para que las nuevas generaciones se formen con conductas modificadas, conscientes y responsables.
- Los medios de comunicación deben promover la preservación del medio ambiente.
- Se debe fomentar y compartir libremente la investigación científica como medio para aumentar el conocimiento sobre la naturaleza y encontrar soluciones a los problemas ecológicos.
- Los Estados deben crear legislación ambiental y prever la gestión de situaciones de desastre ecológico .
- Las culturas regionales deben respetarse en la medida de lo posible a la hora de planificar e implementar acciones medioambientales.
- La planificación ecológica debe ser un proyecto multidisciplinar integrado en el conjunto de la sociedad.

Estos principios siguen siendo esencialmente válidos y vigentes, como lo atestigua la Carta de la Tierra, aprobada por la  UNESCO en 2000 como código de ética global, cuyo preámbulo dice:
"Nos enfrentamos a un momento crítico en la historia de la Tierra, en un momento en que la humanidad debe elegir su futuro. A medida que el mundo se vuelve cada vez más interdependiente y frágil, el futuro enfrenta, al mismo tiempo, grandes peligros y grandes promesas. Para avanzar, debemos Debemos reconocer que, en medio de una magnífica diversidad de culturas y formas de vida, somos una familia humana y una comunidad terrenal con un destino común, derechos humanos universales, justicia económica y una cultura de paz. Es imperativo que nosotros, los habitantes de la Tierra, declaremos nuestra responsabilidad unos con otros, con la comunidad de vida en general y con las generaciones futuras". 
Es importante señalar que estas propuestas no se fijan con rigor absoluto ni definitivo, sino que deben interpretarse con cierta flexibilidad, adaptándolas a cada momento y a cada contexto específico, en un proceso de práctica continuada y reevaluación constante de resultados. En cualquier caso, la protección de la naturaleza y la educación ambiental deberían ser una parte permanente de la vida diaria de la sociedad, ya que el trabajo, mientras haya vida, nunca estará terminado.
Además de los desafíos ambientales bien conocidos, como la contaminación, el uso intensivo de pesticidas, la deforestación, la pérdida de biodiversidad, la caza y pesca excesivas y el comercio ilícito de especies silvestres, otros han ganado más atención en los últimos tiempos, como la urbanización descontrolada, la manipulación genética con fines de comercialización, el agotamiento de los recursos hídricos,  el calentamiento global,  el impacto ambiental de las guerras y otras actividades militares, y aspectos de la justicia y seguridad ambiental, dado el aumento esperado en el número de conflictos internacionales y guerras civiles vinculadas a la explotación o disputa por recursos naturales en decadencia;   la creciente ocurrencia de desastres ecológicos accidentales, como fugas de radiación de plantas de energía nuclear y derrames de petróleo en océanos y aguas interiores, e incluso amenazas de terrorismo ambiental.

## Mecanismos y repercusiones del daño ambiental

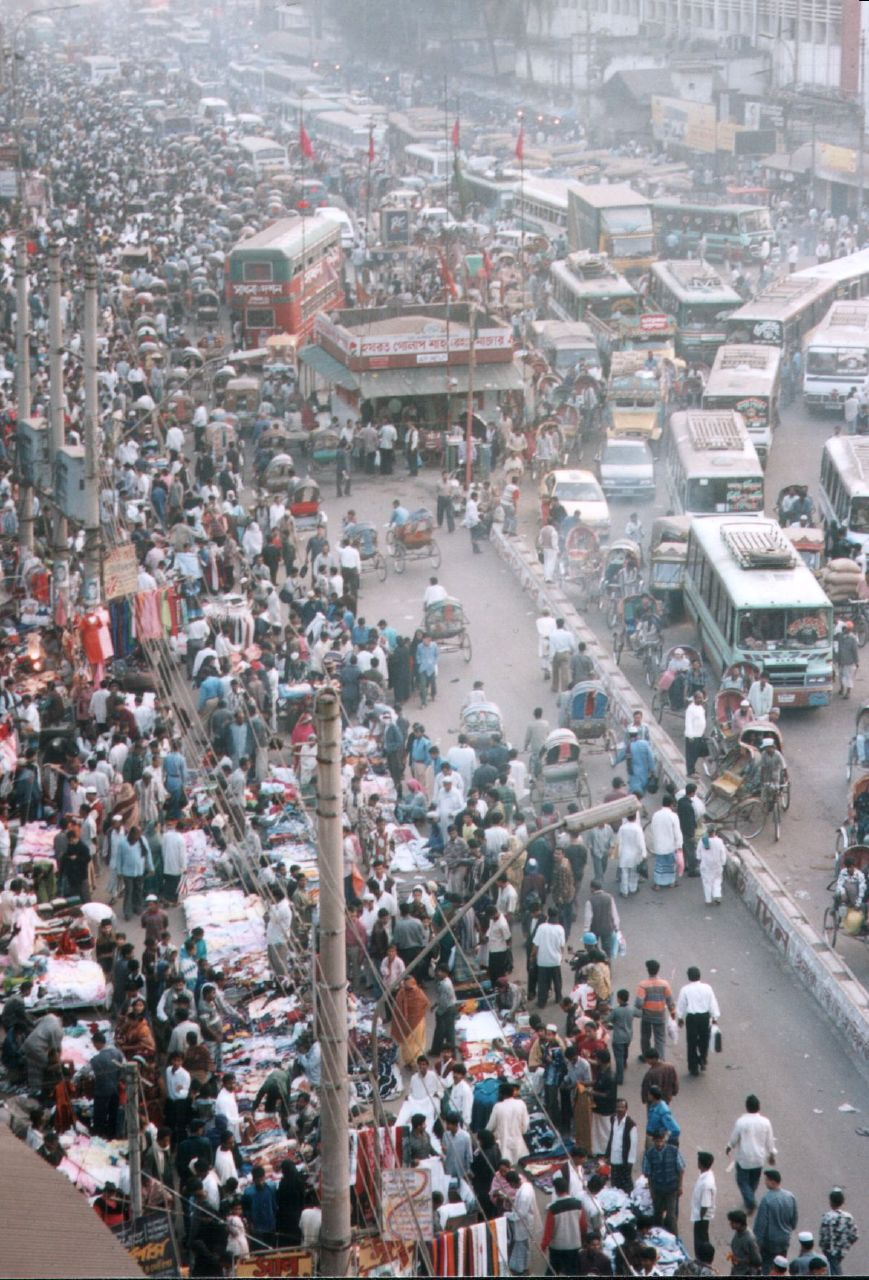
La multitud en las calles de Dhaka, Bangladesh.

Contrariamente a la antigua visión de que el hombre es una criatura separada de la naturaleza y tiene el derecho innato de dominarla, la ciencia ha demostrado ahora con evidencia sobreabundante que toda la vida en la Tierra es interdependiente, lo que significa que los cambios en un solo parámetro pueden tener amplias consecuencias. repercusiones con las más diversas ramificaciones tanto para la vida silvestre como para la humanidad, en un efecto de "bola de nieve" que puede continuar durante largos períodos y que es en gran medida impredecible.
Sería imposible en el ámbito de este artículo analizar todas las innumerables variables, incluso porque la propia ciencia aún no las conoce todas, pero el punto puede ilustrarse simplemente desde un solo aspecto, uno de los más relevantes de todo el proceso, que ya tiene algunos mecanismos bien establecidos: la explosión demográfica, y su consecuencia directa: la tendencia contemporánea de urbanización de las poblaciones. En 1800 la población de la Tierra rondaba los 1.000 millones de personas, hoy en día hay alrededor de 7.000 millones de personas y, según las estimaciones de la ONU, alrededor de 2050 se alcanzará la marca de los 9.000 millones, siendo las megaciudades la imagen más visible de la interferencia humana masiva en el medio ambiente. Además de la creciente demanda de espacio sencillo para viviendas y alimentos, que requiere áreas cada vez mayores para la expansión urbana, la agricultura y la ganadería, a expensas de las áreas vírgenes, esto tiene una serie de otros efectos nocivos sobre el medio ambiente.
Según un informe de las Naciones Unidas de 2008, las zonas urbanas consumen hoy más del 65% de la energía disponible y generan el 70% de los gases que producen el llamado " efecto invernadero ", principalmente dióxido de carbono procedente de la quema de combustibles fósiles . Estos gases forman una capa aislante en la atmósfera que impide la disipación del calor, provocando el calentamiento global, considerado uno de los desafíos ambientales más preocupantes en la actualidad y ya entendido consensuadamente por la comunidad científica como causado por la actividad humana. El calentamiento desencadena una gran cantidad de efectos nocivos directos e indirectos sobre el medio ambiente y el bienestar humano, entre ellos:

Tifones Parma y Melor en 2009. La mayor incidencia de fenómenos meteorológicos extremos como estos es probablemente una consecuencia del calentamiento global.

- Retiro del Glaciar McCarty entre 1909 y 2004.Tifones Parma y Melor en 2009. La mayor incidencia de fenómenos meteorológicos extremos como estos es probablemente una consecuencia del calentamiento global.El derretimiento de los glaciares y la expansión térmica de las aguas, que provocan el aumento del nivel de los océanos , amenazan el futuro de las regiones costeras, donde se ubican un gran número de conglomerados urbanos, incluidas megaciudades como Río de Janeiro, Buenos Aires y Nueva York, que pueden quedarán sumergidas en diversos grados, provocando pérdidas materiales y culturales incalculables y migraciones humanas masivas, que a su vez provocarán avances hacia zonas vírgenes.[108][109]  Según una estimación presentada en 2007 por el Panel Intergubernamental sobre Cambio Climático, incluso con la estabilización inmediata de las emisiones de gases de efecto invernadero, el aumento del nivel del mar debería continuar durante muchos siglos simplemente debido a la expansión térmica de las aguas.[109] A medida que aumenta el nivel del mar, los ecosistemas costeros también desaparecen o cambian.[108]  A medida que el hielo se derrite, la circulación termohalina de los mares cambia, los ecosistemas polares y montañosos se ven afectados y el suministro de agua dulce para el consumo humano y el riego de cultivos disminuye.[112]  Al mismo tiempo, con el retroceso de las capas de hielo, el albedo terrestre disminuye , provocando una mayor retención del calor recibido del sol, elevando en consecuencia las temperaturas y retroalimentando el ciclo de calentamiento.[113] Cuando el suelo ártico permanentemente congelado, el permafrost , se derrite, se liberan grandes cantidades de metano y dióxido de carbono, importantes gases de efecto invernadero.[114][115]

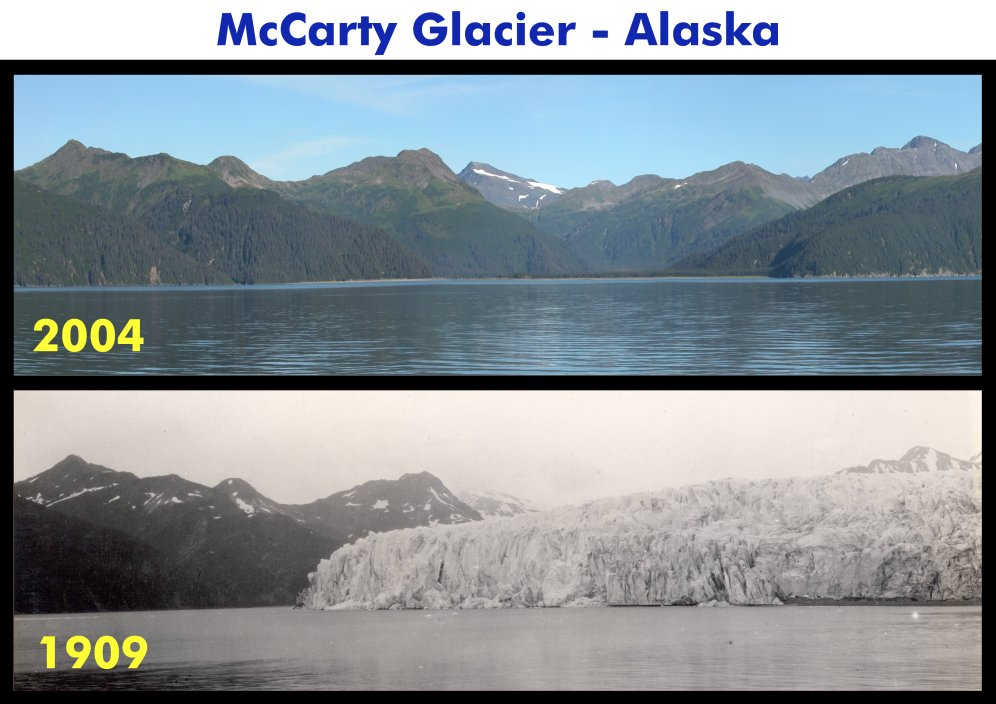
Retiro del Glaciar McCarty entre 1909 y 2004.

- Cambios en los patrones de viento y un probable aumento en la ocurrencia o intensidad de episodios climáticos severos , como olas de calor o frío extremos y ciclones tropicales, eventos que a menudo resultan en pérdida de vidas, impactos ambientales adicionales o destrucción significativa.[103][108][109][116]  Los ciclones tropicales ya representan la mayor parte de los daños resultantes de los desastres naturales en los países desarrollados, y son la principal causa de muertes y lesiones también como resultado de desastres naturales en los países en desarrollo.[117]  El ciclón Nargis , que azotó Birmania en 2008, ilustra los efectos devastadores de tales fenómenos: al menos 85.000 personas murieron, un año después unas 54.000 seguían desaparecidas (el número exacto es controvertido y podría ser muy grande; las Naciones Unidas Se calculan más de 300.000 muertos y desaparecidos), 1,5 millones fueron evacuados, y un total de 3,2 millones resultaron afectados de diversas formas en los alrededores del delta del río Irauádi , la región más afectada, y donde se encuentra , la principal ciudad del país Yangón. Alrededor de 700.000 hogares fueron destruidos, tres cuartas partes del ganado perecieron, la mitad de la flota pesquera se hundió, un millón de acres de tierras de cultivo fueron saladas por una marejada ciclónica de 12 pies que acompañó al ciclón, y los supervivientes sufrieron epidemias de fiebre tifoidea, cólera , disentería y otras enfermedades, así como hambre, sed y falta de asistencia médica y alojamiento.[118][119]
- La acidificación y desoxigenación de los océanos, afectando a toda la vida marina y comprometiendo las poblaciones de peces, moluscos y crustáceos para el consumo humano.[108][120]
- Cambio en el régimen de precipitaciones en todo el mundo, afectando negativamente a la agricultura, los pastos y la producción de alimentos, aumentando la pobreza y el hambre, e implicando un uso más intenso de recursos tecnológicos, pesticidas y fertilizantes en las plantaciones, lo que incrementa los costos de producción, contamina el medio ambiente y daña el medio ambiente. salud de los consumidores;[97][108][111][120]  Está relacionado con los cambios en las precipitaciones y el aumento de las temperaturas, la reducción de las fuentes de agua dulce en las regiones de baja altitud y latitudes medias[108] y la desertificación de las zonas subtropicales. Como resultado, se reducen las superficies fértiles necesarias para los cultivos y desaparecen los bosques, de los que el hombre obtiene madera y varios otros productos naturales valiosos, y que son responsables de gran parte de la producción de oxígeno y de la reducción de los niveles de dióxido de carbono , el principal responsable de origen humano debido al efecto invernadero. Con la reducción de la capacidad de la naturaleza para reciclar dióxido de carbono, se retroalimenta el efecto invernadero.[97][108][109][111][120]
- Aumento de la incidencia y cambios en la distribución geográfica de diversas enfermedades, especialmente cardiorrespiratorias, infecciosas y las ligadas a la mala alimentación y al sedentarismo, aumentando significativamente los costes de la asistencia médica y social.[108][109][121]

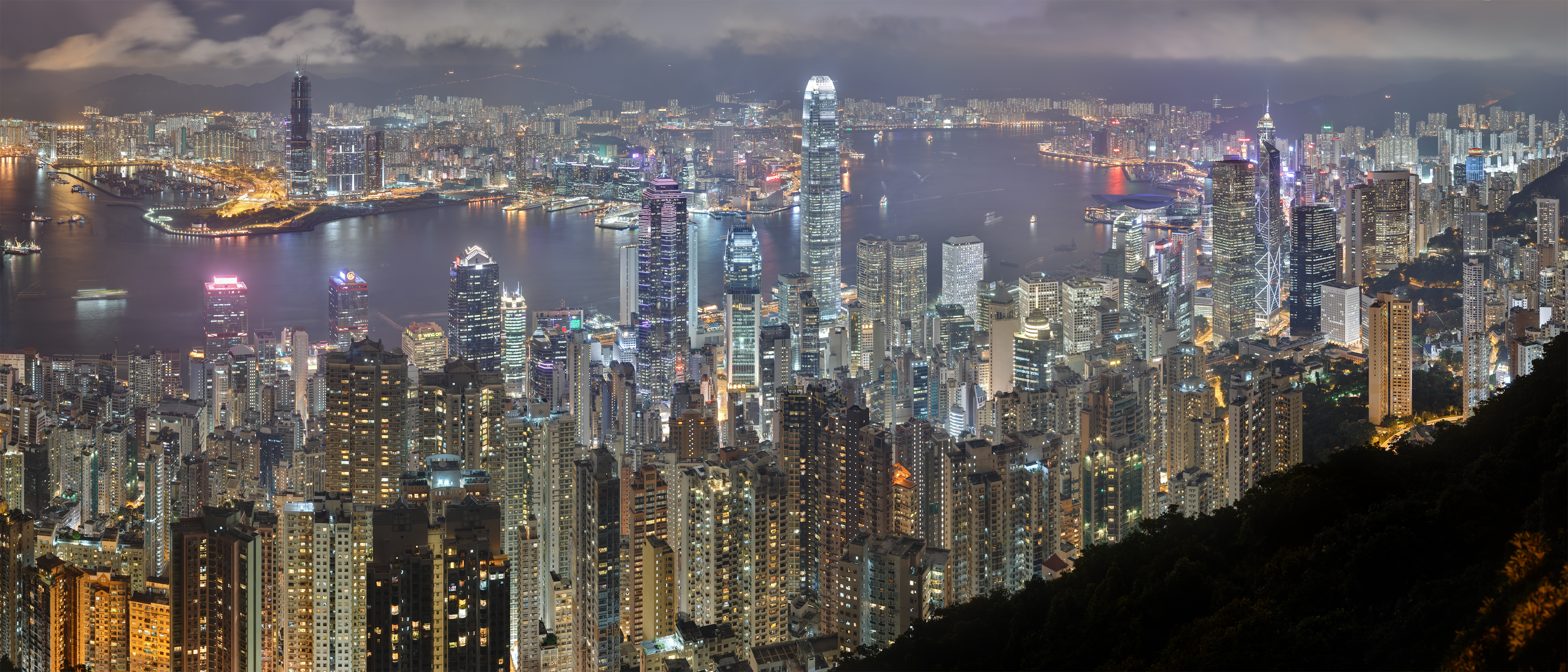
Vista de Hong Kong, ejemplo de la densa urbanización de muchas regiones del globo, que impone graves presiones sobre el medio ambiente.

Además de estos problemas, la urbanización, especialmente cuando está mal planificada, afecta el medio ambiente de otras maneras, entre ellas:
- Impermeabilizar los suelos, provocando así un aumento de inundaciones y deslizamientos de tierra e interfiriendo con los microclimas locales, [122][123] formando las llamadas " islas de calor ", que pueden experimentar hasta 6 °C por encima de las regiones vecinas.[121]
- Requerir un enorme volumen de materias primas para construir sus edificios e infraestructuras, que a menudo se utilizan sólo para satisfacer lujos costosos y con bajos niveles de reciclaje, cuando no se desperdician simplemente en métodos de construcción ineficientes. [121][124][125][126]
- La creciente demanda de energía, que se traduce en más pérdidas de áreas vírgenes para la construcción de plantas hidroeléctricas, más pérdidas de áreas de cultivo de alimentos para la siembra de fuentes de biocombustibles, y más minas de carbón y pozos de petróleo capaces de causar daños ambientales en su extracción, refinación y distribución, o en accidentes.[97][108][111][121][127] Se estima que en 2009 se vertieron al mar 1 millón de toneladas de petróleo en accidentes o durante procedimientos rutinarios de lavado de los tanques de los buques de carga, con graves consecuencias para el medio ambiente y la salud humana. [111]

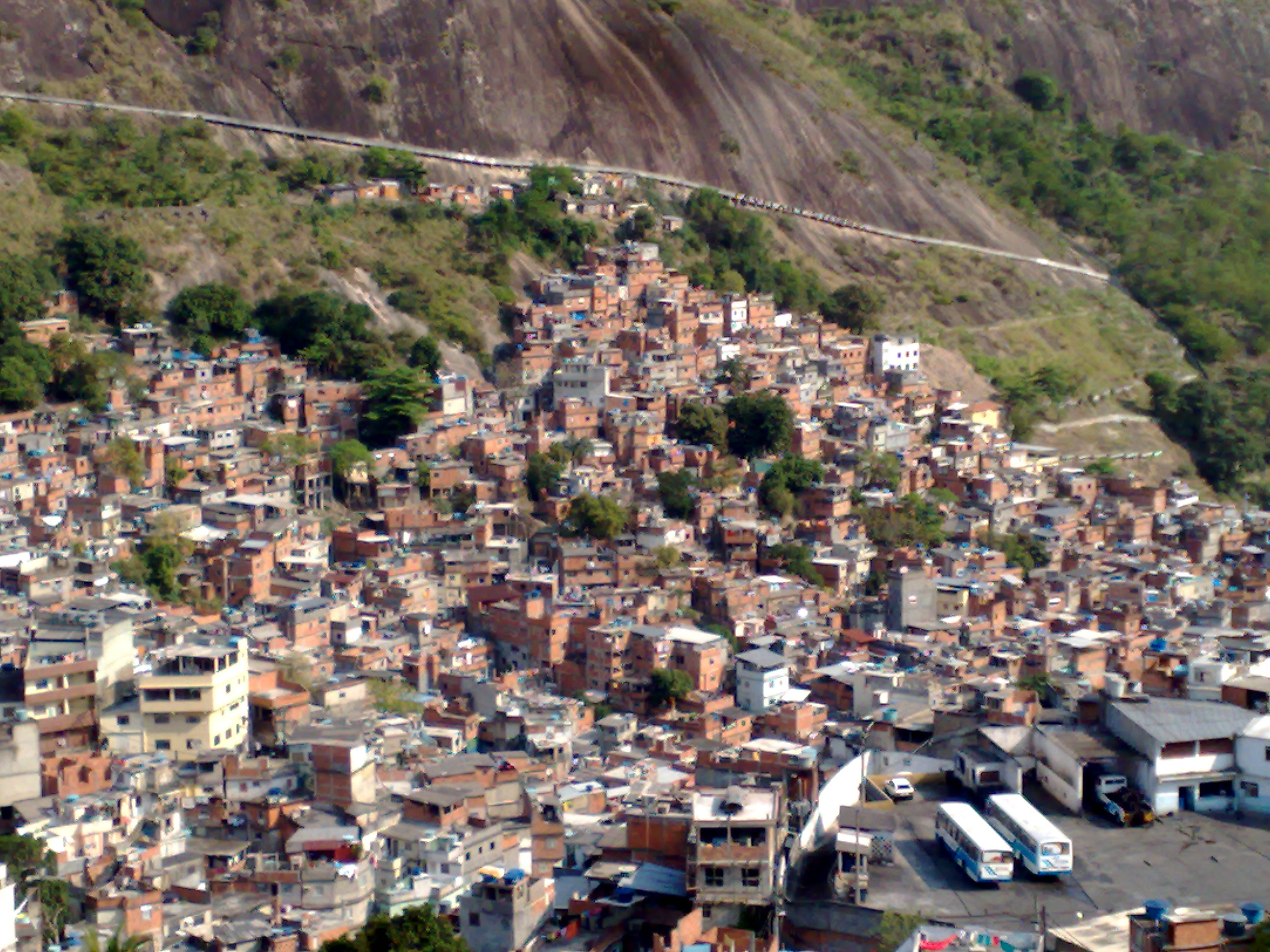
La ocupación de laderas por favelas como Rocinha, en Río de Janeiro, es un problema social y ambiental generado por la pobreza y el subdesarrollo.

- Aguas intensamente contaminadas de la Bahía de Minamata , Japón.La ocupación de laderas por favelas como Rocinha, en Río de Janeiro, es un problema social y ambiental generado por la pobreza y el subdesarrollo.Contaminar el aire, el agua y el suelo con emisiones industriales, humo de automóviles, aguas residuales y basura, con efectos nocivos directos sobre la biodiversidad. La contaminación química del aire provoca enfermedades humanas y, transportada por los vientos, daña a las personas y a los ecosistemas que pueden estar situados muy lejos de la fuente contaminante, además de formar lluvia ácida, igualmente nociva. En las propias ciudades, la concentración aérea de partículas en suspensión, junto con la niebla , pueden generar episodios de smog , amenazando también la salud.[108][111][121]Sus componentes clorofluorocarbonos, utilizados en la fabricación de refrigeradores, espumas sintéticas y aerosoles, producen una reducción de la capa de ozono, permitiendo una penetración más intensa de la radiación ultravioleta, que puede provocar mutaciones genéticas. En los humanos, las mutaciones pueden desencadenar cáncer de piel y enfermedades del sistema inmunológico, y en la naturaleza sus consecuencias son impredecibles.[128]La contaminación del agua compromete la salud y el abastecimiento humanos y daña la vida acuática, también con efectos de amplio alcance,[123][129]  y la contaminación del suelo es también fuente de enfermedades y también desequilibra los ecosistemas terrestres.[108][124][125]

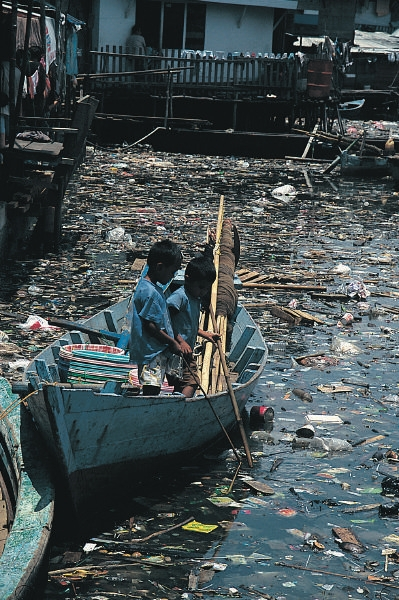
Aguas intensamente contaminadas de la Bahía de Minamata, Japón.

- Al requerir medios costosos, complejos y a menudo ineficientes para distribuir, procesar, almacenar y vender alimentos, lo mismo ocurre con el suministro de agua potable, lo que genera una enorme cantidad de desperdicio.[108][127][130]A modo de ejemplo, se estima que se pierden 30 millones de toneladas de pescado de un total de 100 a 130 millones de toneladas capturadas anualmente, y casi 3/5 de las calorías almacenadas en las cosechas agrícolas se pierden. se pierde hasta que el alimento llega a la mesa del consumidor.[108] Un estudio de caso en un restaurante universitario reveló que, una vez preparada, entre el 22 y el 30% de la comida se desperdicia.[131]
- Reducir las áreas verdes y favorecer una ocupación inadecuada del suelo, como la formación de barrios marginales en las laderas inestables de los cerros, donde viven poblaciones de bajos ingresos que no tienen otra opción de vivienda, fenómeno que se observa en muchas grandes ciudades. Algunas secciones de estos grupos de viviendas desordenadas a menudo terminan derrumbándose, especialmente durante las fuertes lluvias, lo que provoca muertes y lesiones a las personas y pérdidas materiales. Además, las favelas no cuentan con sistemas adecuados de recolección de residuos y alcantarillado, lo que termina mermando una calidad de vida ya precaria y contaminando el medio ambiente.[122][124][127][132]
- Imponiendo al ser humano diversos tipos de estrés, carencias y desequilibrios sociales, poco importantes o desconocidos en el medio rural, y que suponen una merma de la calidad de vida.[121][123][124][125][127]
- Favorecer las introducciones voluntarias o involuntarias de especies invasoras, como mascotas y plantas ornamentales exóticas, en ecosistemas nativos. Como a menudo no encuentran depredadores naturales, pueden multiplicarse rápida e intensamente, compitiendo con la biodiversidad local y promoviendo la aparición de plagas y enfermedades.[108][121][133] Según la Sociedade Brasileira para o Progresso da Ciência (SBPC), las pérdidas económicas causadas por la introducción de especies invasoras alcanzan los 1,4 billones de dólares.[134]
- Depreciar el valor estético de los paisajes.[135][136]

Estos efectos actúan de forma interactiva y en cascada, tienen un impacto importante en una vasta población humana y dañan directamente la biodiversidad al interferir con el equilibrio de los ecosistemas, provocando un aumento en el ritmo ya acelerado de nuevas extinciones de especies enteras. Con la progresiva disminución de la biodiversidad, la cadena trófica se rompen, el ciclo de los componentes inorgánicos se altera, el proceso entrópico se refuerza a sí mismo y, más allá de cierto punto, los ecosistemas tienden a entrar en un colapso irreversible. Como resultado, se pierden los invaluables servicios ambientales que ofrece la naturaleza y que son esenciales para la vida humana, incluida la producción de alimentos, sustancias medicinales, fibras y madera, la regulación del clima y la protección contra desastres naturales, además de ser la fuente de pérdidas económicas y sociales extremadamente altas. El secretario general adjunto de la ONU y director ejecutivo del Programa de las Naciones Unidas para el Medio Ambiente, Achim Steiner, reveló que sólo la pérdida y degradación de los bosques podría representar una pérdida de 4,5 billones de dólares anuales. 

## Controversias y perspectivas
El ambientalismo no puede describirse como un movimiento homogéneo, dada la inmensa variedad de corrientes que lo componen, con diferentes visiones del mundo, objetivos y métodos de acción, que van desde las propuestas más radicales hasta las más inocuas, decorativas y superficiales, pasando por las enteramente sedimentadas en ciencia y racionalidad hasta otros completamente intuitivos y emocionales, que muchas veces entran en conflicto y luchan por espacios diferentes. El vínculo que los une es, generalmente, el interés por preservar la naturaleza y establecer un modo de vida sostenible.Pero, como señaló Héctor Leis,
"El ecologismo no puede ser simplemente idealista o utópico, eso sería como intentar predeterminar el futuro abandonando la historia. Pero tampoco puede ser simplemente realista, ya que perdería su carácter emancipatorio frente a un mundo organizado instrumentalmente en torno al mercado y la Estado-nación". 

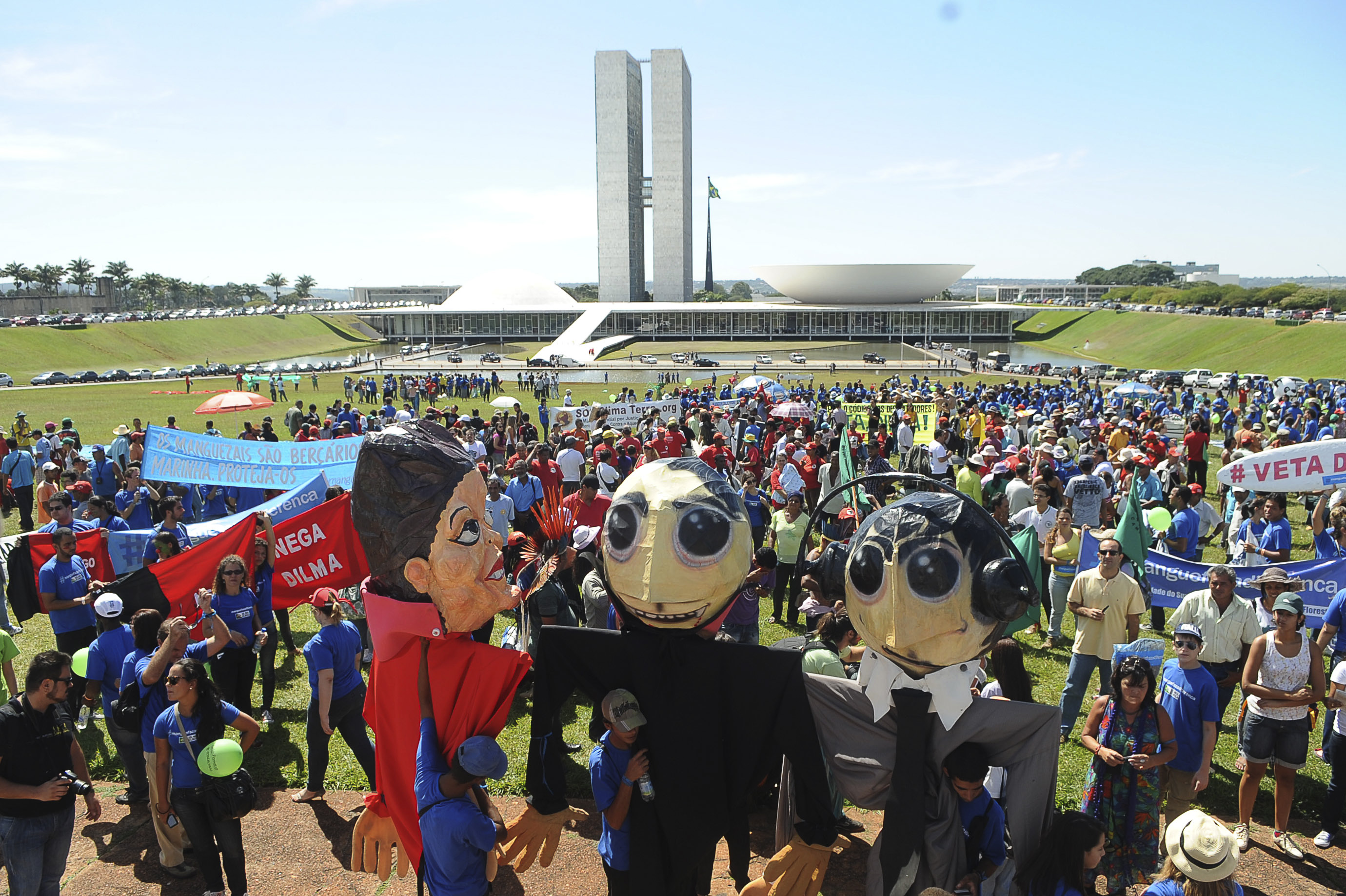
Manifestantes protestan en la Esplanada dos Ministérios de Brasilia contra la aprobación del Nuevo Código Forestal Brasileño. Foto de Wilson Dias/Agência Brasil.

La heterogeneidad que caracteriza al ambientalismo es considerada por muchos de sus miembros como una de sus fortalezas, permitiéndole absorber una amplia gama de intereses y conocimientos y tocar las más diversas cuestiones, pero por otro lado ha abierto la puerta a innumerables críticas. al respecto de su supuesta inconsistencia.
Como ejemplo, Rush Limbaugh, una influyente figura de los medios estadounidenses y autor de dos best-sellers controvertidos, dijo que los ambientalistas son a menudo fanáticos e histéricos que han intercambiado hechos por creencias; que no hay razón para creer en el calentamiento global; que el hombre no es responsable de la reducción de la capa de ozono; que los ecosistemas de la Tierra no son frágiles y que el hombre no tiene la capacidad de destruirlos; que hay más bosques en los Estados Unidos hoy que en el siglo XV, y que las regulaciones internacionales no son la mejor manera de abordar el problema.  Opiniones similares son apoyadas por otros nombres destacados con formación científica, como Bjørn Lomborg, autor del también controvertido y muy publicitado The Skeptical Environmentalist , donde cuestiona la excesiva importancia dada a ciertos retos ecológicos y a las prioridades del movimiento, afirmando que la explosión demográfica no es un problema, que hay abundante agua potable, que las pérdidas de bosques y de biodiversidad son tremendamente exageradas, que la batalla contra la contaminación ya está ganada y que luchar contra el calentamiento global no vale la pena porque sería demasiado caro.Otras críticas dicen que la preocupación excesiva por la naturaleza constituye un impedimento para el crecimiento económico y el bienestar social; que el movimiento está manipulado por intereses políticos y que las predicciones de una crisis global no son más que un intento de aterrorizar a la gente para controlarla; que muchas de las teorías presentadas no son consistentes o no representan el consenso de la comunidad científica; que los estudios que indican una progresión del daño ambiental sean defectuosos o fraudulentos o sus conclusiones sean apresuradas; que la interferencia humana con la naturaleza no es tan importante como nos gustaría pensar y que los problemas que enfrentamos hoy derivan principalmente de procesos naturales y no antropogénicos, y que las propuestas ambientales son generalmente ingenuas, mal informadas o prácticamente inviables, o que sus costos excedería los supuestos beneficios.También se dice que el ambientalismo es una "máscara verde" para un programa totalitario e internacionalizador que amenaza la libertad de las personas y el principio de propiedad privada, socava la soberanía de los Estados y debilita su posición en una economía de mercado altamente competitiva;que el movimiento otorga indebidamente mayor importancia a la naturaleza que a las personas,y que los acuerdos internacionales son en su mayoría retórica. 

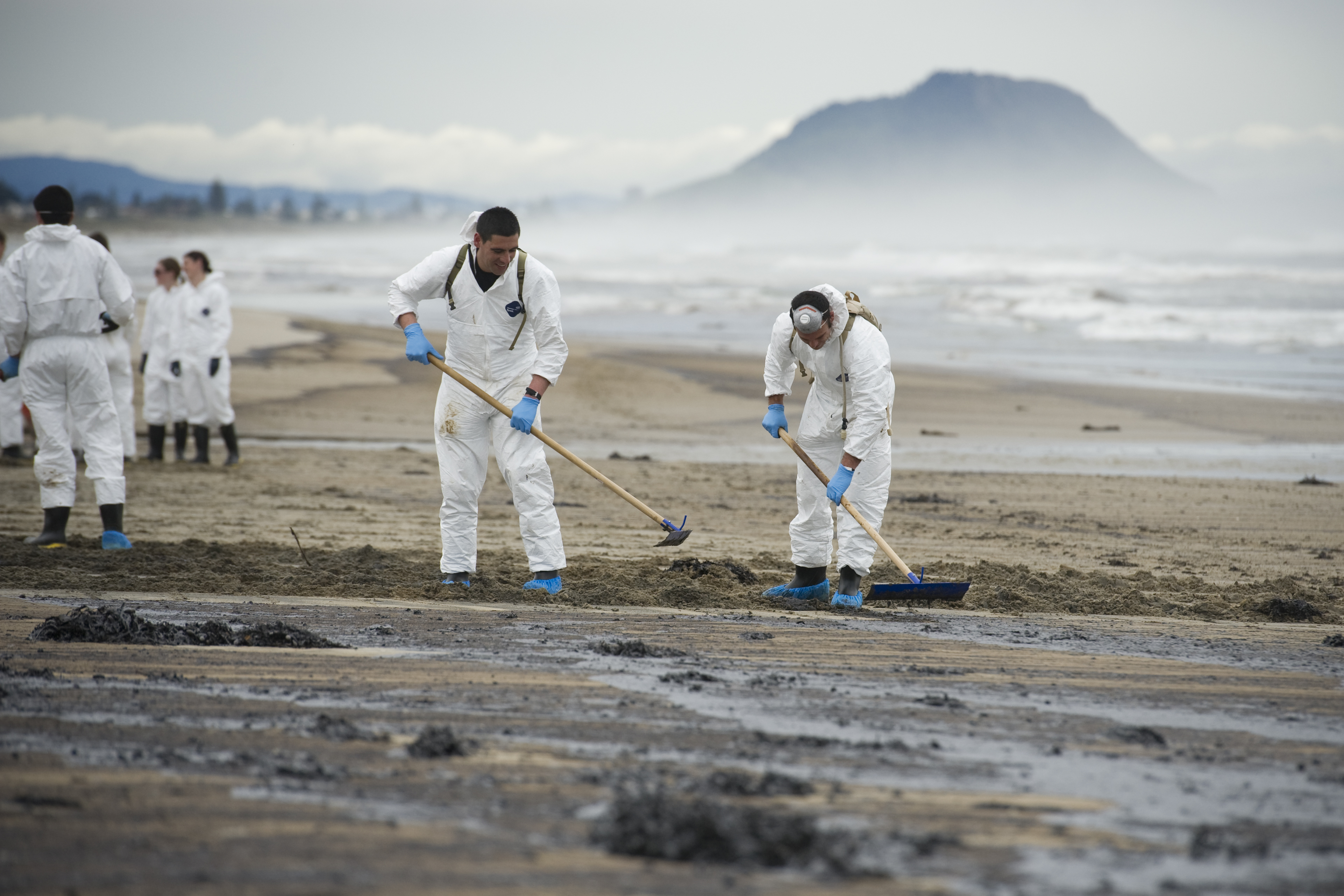
Soldados neozelandeses intentando limpiar la playa de Papamoa, contaminada por el petróleo vertido en el hundimiento del carguero MV Rena en 2011.

Cabe señalar que se ha hecho público un gran número de informes de que una parte importante de la campaña antiambiental es financiada por grandes corporaciones que tienen fuertes intereses en mantener sus mercados y ejercen presión sobre figuras públicas, políticos influyentes, gobiernos y otros organismos. para apoyar sus objetivos,teniendo como una de sus estrategias la manipulación del discurso ambientalista con apariencia científica con el fin de desacreditarlo o minimizar la importancia de las actuales problemas, confundiendo deliberadamente a la opinión pública, que, según las investigaciones, rara vez está bien informada sobre el tema o no cree en su gravedad, y puede ser fácilmente influenciada por la propaganda.Situaciones como estas llevaron a la Royal Society, la asociación científica más respetada del Reino Unido, en un movimiento sin precedentes, a pedir en 2006 a ExxonMobil, la mayor compañía petrolera del mundo y un poderoso lobby contra el ambientalismo, que dejara de financiar estudios que distorsionan o cuestionar la evidencia sólida ya acumulada que indica la realidad de las cuestiones ambientales. La empresa rechazó las acusaciones y continuó su investigación. 

Sin embargo, para complicar aún más la situación, la ciencia todavía no está absolutamente segura sobre muchos aspectos de la naturaleza y desconoce por completo la explicación de muchos otros, pero del mismo modo las viejas certezas económicas, políticas y culturales resultan ser válidas. dudoso, dejando preguntas importantes aún sin respuestas satisfactorias para ambas partes de la discusión.Teniendo esto en cuenta, un equipo de científicos reunido por el gobierno de Estados Unidos, en un estudio de 2009, consideró que la incertidumbre en la ciencia no difiere esencialmente de las innumerables incertidumbres a las que se enfrenta la gente en su vida diaria, y que no debería ser interpretado como un impedimento para la toma de decisiones.Pero Giacomini Filho observó que el ciudadano medio suele quedar perplejo:

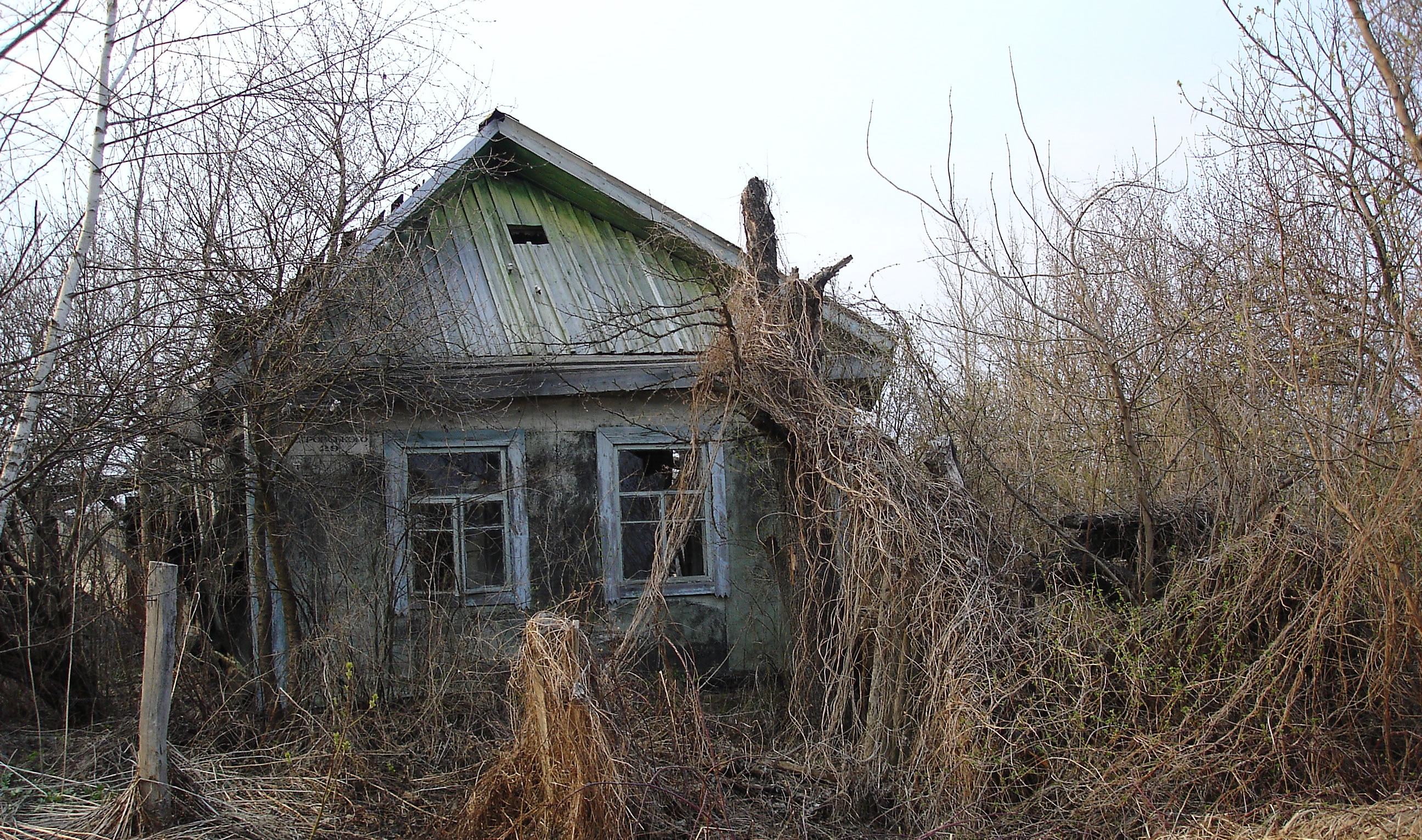
Casa abandonada y bosque seco en la "zona muerta" alrededor de la central nuclear de Chernobyl, que derramó radiación en 1986, sólo uno de varios accidentes que llamaron la atención mundial sobre los riesgos del uso de energía atómica.

"Por un lado está el discurso de entidades públicas llamando a cuidar la calidad del aire y la vida urbana; por el otro, miembros del mismo gobierno solicitan que empresas y consumidores incrementen el mercado automotriz para generar más empleos e ingresos. Los medios se muestra incoherente: presenta en su programación procedimientos de educación ambiental y, en otras ocasiones, anuncios y programas con atractivo consumista. Es también una postura que resta credibilidad a la información proactiva". 

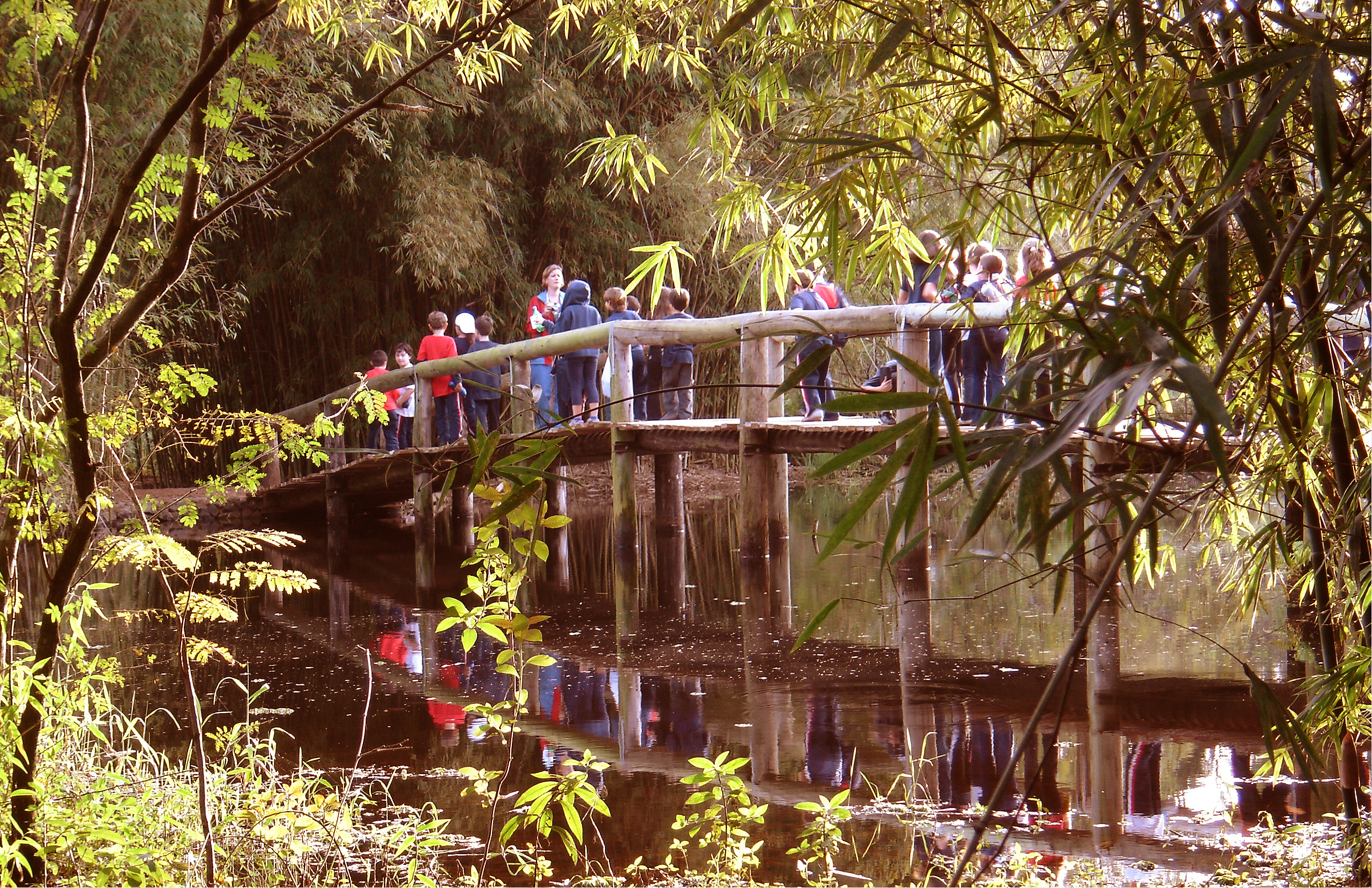
La educación ambiental desde la juventud, considerada fundamental para cambiar los hábitos y valores de la sociedad y garantizar el futuro del planeta. En la foto, escolares recibiendo instrucción en el Jardín Botánico de Porto Alegre.

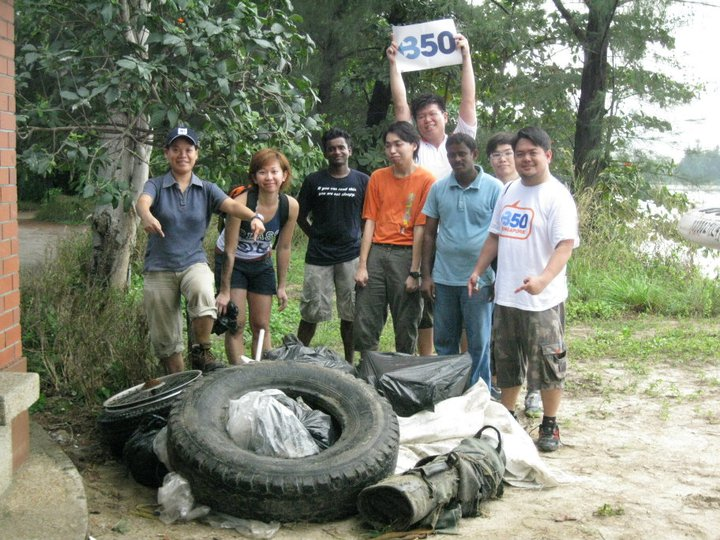
Grupo de ambientalistas limpiando basura acumulada en una playa de Singapur.

Se han logrado muchos avances, otras corporaciones están empezando a considerar la defensa del medio ambiente como un capital social potencialmente rentable y están invirtiendo en ello,  de una manera u otra el tema está en los medios casi todos los días y ha integrados en el currículum escolar, ya existen innumerables asociaciones ecologistas, partidos verdes, activistas independientes, investigaciones académicas, conferencias y acuerdos internacionales, acciones comunitarias, nuevas legislaciones, y su número crece cada día, pero también hay retrocesos en varios niveles, muchas manifestaciones sobre problemas ecológicos terminan en violencia, el debate a menudo no es ni honesto, ni justo, ni objetivo, los intereses políticos y económicos por regla general tienen prioridad, y las catástrofes ambientales ya no son noticias raras, como incendios forestales, muertes de animales, extinción de especies enteras a diario, deforestación ilegal y accidentes en centrales nucleares ( ver: Movimiento antinuclear).
El deseado equilibrio entre el hombre y la naturaleza aún no se ha logrado a gran escala, de forma permanente y sostenible, y la distancia entre el discurso y la práctica cotidiana sigue siendo grande. Según Igor Fonseca, los estudios indican que el nivel de concienciación de la población es alto en varios países, pero que esto no se traduce en actitudes concretas en la misma medida.En opinión de Giacomini Filho, "en teoría, todos están de acuerdo con la pérdida de privilegios en beneficio del medio ambiente. Pero... ni los ciudadanos, ni las empresas ni los gobiernos quieren que se produzcan sacrificios en sus patios traseros". Fonseca también advirtió sobre la posibilidad de que, con la popularización del ambientalismo, sus conceptos se trivialicen y pierdan su capacidad de generar cambios.
Finalmente, aunque cualquiera puede cuestionar el mérito de las afirmaciones ambientalistas, o la exactitud de sus predicciones, o la viabilidad de sus propuestas, la comunidad científica ya ha alcanzado un consenso amplio y sólido de que la fase de dudas e incertidumbres sobre la realidad y el alcance de Los problemas deben considerarse obsoletos, dado el volumen de evidencia que indica que el hombre está destruyendo efectivamente el medio ambiente en el que vive a un ritmo acelerado, y al hacerlo actúa contra sus propios intereses, aunque esto no se comprende adecuadamente. El consenso se expresa concretamente en el posicionamiento público y oficial de organizaciones internacionales de alto perfil, como el Banco Mundial, las Naciones Unidas y sus asociados, y en los numerosos convenios, declaraciones y programas internacionales establecidos en los últimos años para la protección del medio ambiente., que se basan en estudios elaborados por amplios equipos de científicos vinculados a academias e instituciones de prestigio, todos los cuales coinciden en afirmar que ya no es posible ocultar la enorme gravedad de la situación y la necesidad de cambios urgentes a gran escala., enfatizando que la amenaza de una crisis generalizada es real y que el medio ambiente en muchos lugares ya está irreversiblemente comprometido, y muchos otros van por el mismo camino.

Este acuerdo internacional de las mayores autoridades científicas y técnicas es lo que da solidez y credibilidad a las demandas centrales de los ambientalistas. Sir John Lawton, ex director ejecutivo del Consejo de Investigación del Medio Ambiente Natural del Reino Unido, citando la Evaluación de Ecosistemas del Milenio, una de las ciencias ambientales más importantes de la actualidad, dijo que "es un consenso muy poderoso sobre la dirección de la situación insostenible en la que se encuentran la mayoría de los ecosistemas del mundo". hoy sin duda habrá quienes digan que hay ganancias... pero yo los pondría en la misma categoría que quienes dicen que la Tierra es plana y quienes creen que fumar no causa cáncer". Angela Cropper, coorganizadora de la Evaluación, añadió que "la escala de las respuestas actuales no sigue el ritmo de la naturaleza, el alcance o la urgencia de la situación que tenemos entre manos".  Esto resulta aún más preocupante si se tiene en cuenta la actual explosión demográfica, que tiene como consecuencia inmediata un aumento continuo de la presión sobre todos los recursos y sistemas naturales. Por otro lado, también se considera posible, con las medidas adecuadas, minimizar o revertir gran parte de esta desastrosa tendencia.Una de las resoluciones oficiales más recientes de la ONU, titulada El futuro que queremos, de 2012, invocando y ratificando una larga lista de convenciones similares anteriores, fue explícita al decir que el camino a seguir es el del desarrollo sostenible:
"Nosotros, los Jefes de Estado y de Gobierno y representantes de alto nivel, reunidos en Río de Janeiro del 20 al 22 de junio de 2012, con la plena participación de la sociedad civil, renovamos nuestro compromiso con el desarrollo sostenible y con garantizar la promoción de una economía económicamente futuro, social y ambientalmente sustentable para nuestro planeta y para las generaciones presentes y futuras.... Por ello, reconocemos la necesidad de promover el desarrollo sustentable como parámetro principal en todos los niveles, integrando los aspectos económicos, sociales y ambientales y reconociendo sus interconexiones, en para lograr el desarrollo sostenible en todas sus dimensiones". 
La Secretaría General de la ONU, en otro documento de 2012, afirmó que es fundamental que la humanidad comience a entenderse no como dueña o dueña de la Tierra, sino como su guardiana, y que gran parte de los problemas no sólo ambientales, sino sociales, como la pobreza, el hambre y la violencia, son síntomas directos del paradigma de dominación que aún prevalece.  Como dice la Carta de la Tierra, "la elección es nuestra: formar una alianza global para cuidar la Tierra y a los demás, o arriesgarnos a la destrucción de nosotros mismos y de la diversidad de la vida". 